# Lębork
Lęborkⓘ (originalmente Lewino ou Łebno; em cassúbio: Lãbórg ou Lãbórch; em alemão: Lauenburg in Pommern) é um município localizado no norte da Polônia. Pertence à voivodia da Pomerânia, no condado de Lębork.
Lębork recebeu o foral de cidade em 1341. Nos anos de 1975 a 1998, a cidade pertenceu administrativamente à voivodia de Słupsk.
Lębork está situada no vale proglacial de Reda-Łeba, no rio Łeba e seu afluente Okalica, na extremidade norte da Floresta Cassúbia, próxima ao lago Lubowidzkie, a leste, a cerca de 80 km a oeste de Gdansk. Lębork está localizada no norte da Cassúbia.
É um centro de maquinário elétrico, alimentos, minerais (fábrica de tijolos Wienerberger) e indústria leve. Vale a pena visitar as muralhas da cidade com torres, a igreja de Santiago Maior, a prefeitura, o prédio do tribunal (antigo castelo teutônico) e o museu.
Estende-se por uma área de 17,9 km², com 33 865 habitantes, segundo o censo de 31 de dezembro de 2024, com uma densidade populacional de 1 896 hab./km².

## Geografia

### Localização

#### Administrativo

Condado de Lębork por comunas

Lębork está localizada no norte da Polônia, na parte norte da voivodia da Pomerânia, na parte central do condado de Lębork. A cidade faz fronteira com duas comunas rurais — a oeste, norte, leste e também parcialmente ao sul com a comuna de Nowa Wieś Lęborska e, em uma pequena seção ao sul, com a comuna de Cewice.
Entre 1975 e 1998, a cidade fazia parte da voivodia de Słupsk.

#### Físico-geográfico
A parte central de Lębork fica no vale proglacial de Łeba e Reda. Essa mesorregião faz parte da Costa de Koszalin. A parte sul da cidade fica no distrito do lago Cassúbio. A cidade fica a aproximadamente 30 km da costa do mar Báltico.

## Geologia e geomorfologia
A terra sob a cidade é composta principalmente de areia e cascalhos. Localmente, há turfa e sedimentos presentes. A espessura das formações quaternárias é de cerca de 100 metros. Imediatamente abaixo delas estão as rochas do Mioceno e do Cretáceo. No vale do rio, as formações do Holoceno têm vários metros de espessura.
A área da cidade tem um relevo glacial jovem típico, construído a partir de formações quaternárias da última glaciação. Três níveis de terraços são visíveis no vale proglacial de Łeba e Reda. O terraço mais baixo é construído dinamicamente pelo rio Łeba. A parte sul da cidade, localizada no distrito do lago Cassúbio, está situada em colinas de morena (Colinas de Lębork).
O ponto mais baixo da cidade é o rio Łeba, próximo à fronteira norte da cidade (aproximadamente 15 m acima do nível do mar). Por outro lado, o ponto mais alto é o topo das colinas de Lębork (108,8 m acima do nível do mar).

## Solos
Há uma diversidade considerável de cobertura de solo na cidade. Os solos predominantes são: terra marrom lixiviada, terra marrom ácida, terra marrom adequada, terra preta adequada, terra preta degradada, gleissolo, solos de turfa e turfa-muck, solos de minerais mucky, lama, podzols e solos enferrujados.
Os solos são predominantemente de classe IV (48,3% das terras aráveis). Não há ocorrência de solos das classes I e II.

## Demografia
Conforme os dados do Escritório Central de Estatística da Polônia (GUS) de 31 de dezembro de 2024, Lębork é uma cidade pequena com uma população de 33 865 habitantes (11.º lugar na voivodia da Pomerânia e 128.º na Polônia), tem uma área de 17,9 km² (16.º lugar na voivodia da Pomerânia e 352.º lugar na Polônia) e uma densidade populacional de 1 896 hab./km² (6.º lugar na voivodia da Pomerânia e 58.º lugar na Polônia). Entre 2002–2024, o número de habitantes diminuiu 3,9%.
Os habitantes de Lębork constituem cerca de 53,27% da população do condado de Lębork, constituindo 1,43% da população da voivodia da Pomerânia.
| Descrição                         | Total      | Total    | Mulheres   | Mulheres | Homens     | Homens   |
| --------------------------------- | ---------- | -------- | ---------- | -------- | ---------- | -------- |
| unidade                           | habitantes | %        | habitantes | %        | habitantes | %        |
| população                         | 33 865     | 100      | 17 709     | 52,3     | 16 156     | 47,7     |
| área                              | 17,9 km²   | 17,9 km² | 17,9 km²   | 17,9 km² | 17,9 km²   | 17,9 km² |
| densidade populacional (hab./km²) | 1 896      | 1 896    | 991,6      | 991,6    | 904,4      | 904,4    |

### Desenvolvimentos relacionados à Segunda Guerra Mundial
O fim da Segunda Guerra Mundial provocou mudanças significativas na estrutura da população. Nos primeiros anos do pós-guerra, pessoas da Polônia central e das fronteiras orientais vieram para Lębork. A partir de 1947, a população deslocada pela “Operação Vístula” começou a chegar. Devido aos significativos movimentos populacionais e à falta de dados, é praticamente impossível determinar o número de habitantes da cidade na década de 1940.
Segundo as estimativas, em outubro de 1945 havia 4 456 poloneses e 14 600 alemães na cidade. Em dezembro, 5 413 e 13 580, respectivamente. A população local de cassúbios era contada às vezes como alemães, às vezes como poloneses, devido à falta de conhecimento literário do polonês e de seus nomes alemães. Outro problema foram as pessoas que assinaram a Volksliste. Nesse caso, ficou estabelecido que as pessoas que assinaram a primeira lista eram reconhecidas incondicionalmente como alemães, as pessoas da segunda lista apenas em situações excepcionais, enquanto as pessoas das listas III e IV recebiam temporariamente a cidadania polonesa sem maiores problemas. A população reconhecida como alemã teve que deixar a cidade e ir para a Alemanha, a menos que sua presença fosse necessária para o início das operações de alguma fábrica.
O censo de 1946 mostrou que a população da cidade era de 10 954 pessoas, das quais 6 839 eram polonesas. Um ano depois, havia apenas 82 pessoas de nacionalidade alemã, com pessoas de outras nacionalidades (lituanos, letões, belgas, tchecos, austríacos) também listadas. Em 1947, apenas 31 estrangeiros (alemães) viviam na cidade. No mesmo ano, chegou o primeiro transporte de ucranianos reassentados. Essa população foi acomodada principalmente em vilarejos no condado de Lębork. Oito famílias ucranianas foram acomodadas na própria cidade.

### 1950–1989
Em 1956, a população atingiu o nível de 1939 e, nos anos seguintes, aumentou constantemente devido à chegada principalmente de jovens que tiveram filhos em poucos anos. Em 1956, a Associação Cassúbio-Pomerana começou a funcionar, promovendo a cultura cassúbia.
Na década de 1960, o crescimento se estabilizou. Essa situação perdurou até o início da década de 1990.

### Após 1989
A década de 1990 presenciou o fenômeno da suburbanização, associado principalmente ao desenvolvimento do transporte individual. Na década de 1990, a Associação de Ucranianos, que promovia a cultura ucraniana, começou a operar intensamente.

## História
Lębork pertencia originalmente à Polônia, mas sua localização fez com que , às vezes, passasse para o domínio de outros Estados pomeranos (por exemplo, o Ducado da Pomerânia) e alemães (por exemplo, Estado da Ordem Teutônica). Por fim, após a Segunda Guerra Mundial, tornou-se uma cidade polonesa.

### Pré-história

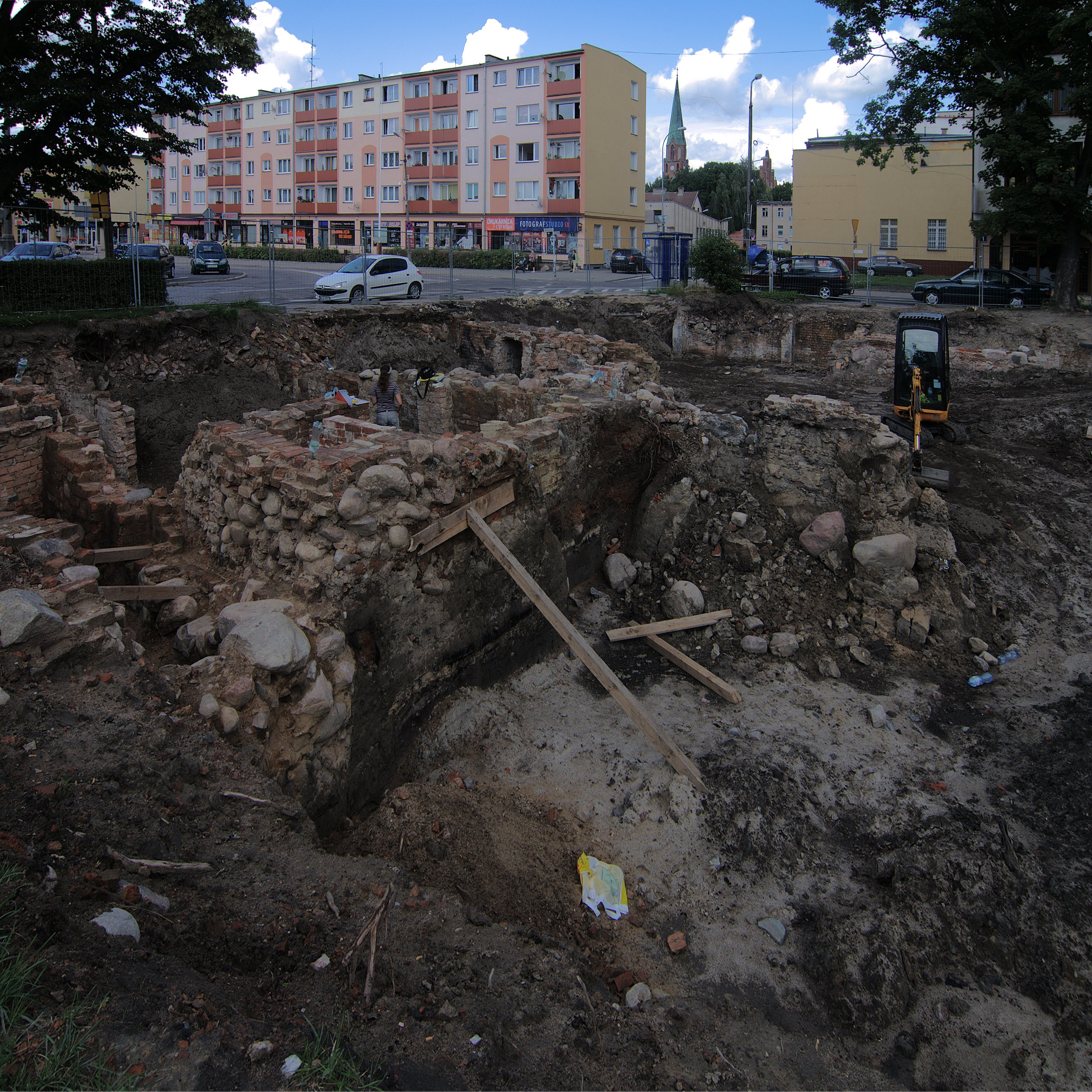
Trabalhos arqueológicos em Lębork

Os primeiros vestígios de habitação humana próximo de Lębork datam do 9.º milênio a.C. A parte ocidental da Pomerânia de Gdansk foi colonizada tardiamente devido à glaciação e aos solos inférteis. Inicialmente, a população se dedicava à caça de renas, o que significava que eles seguiam os rebanhos. Os achados mais antigos na área de Lębork datam do período Mesolítico. As pontas de flechas características encontradas em Lubowidz datam desse período. Naquela época, além da caça e da coleta, a população também se dedicava à pesca. A população começou a produzir ferramentas e produtos de âmbar. Eles provavelmente viviam em acampamentos improvisados.
O período Neolítico na Pomerânia Central começou mais tarde do que nas terras mais ao sul. Nessa época, a população começou a levar um estilo de vida mais sedentário. Desenvolveu-se a agricultura primitiva. Machados, fragmentos de vasos de argila e um punhal de pedra encontrada perto de Lębork são desse período.
Os achados do início da Idade do Bronze são muito mais raros. Foram encontrados um cetro e um machado. Na Idade do Bronze Média e na Idade do Bronze Tardia, o âmbar começou a ser exportado da área do atual distrito administrativo de Lębork. Começaram os sepultamentos corpusculares. As relíquias das culturas lusaciana e pomerana são frequentes. Eles são, em sua maioria, túmulos e outros locais de sepultamento, bem como ornamentos deles. O problema, no entanto, é a pesquisa imprecisa realizada no final do século XIX. Além de sepultamentos, também foram encontradas ferramentas e tesouros, ou seja, objetos valiosos escondidos pelos proprietários da época.

### Idade Média

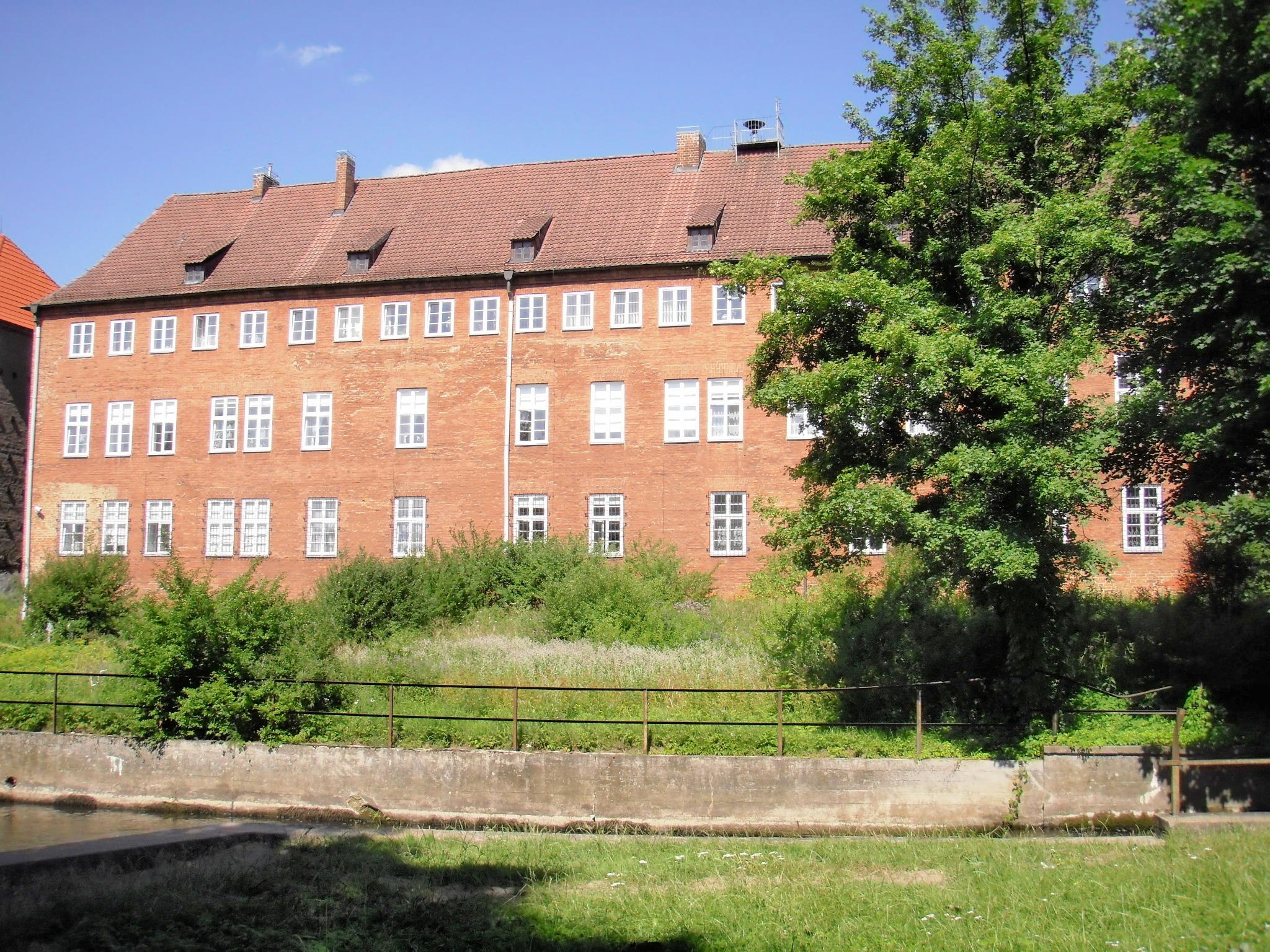
Castelo Teutônico em Lębork

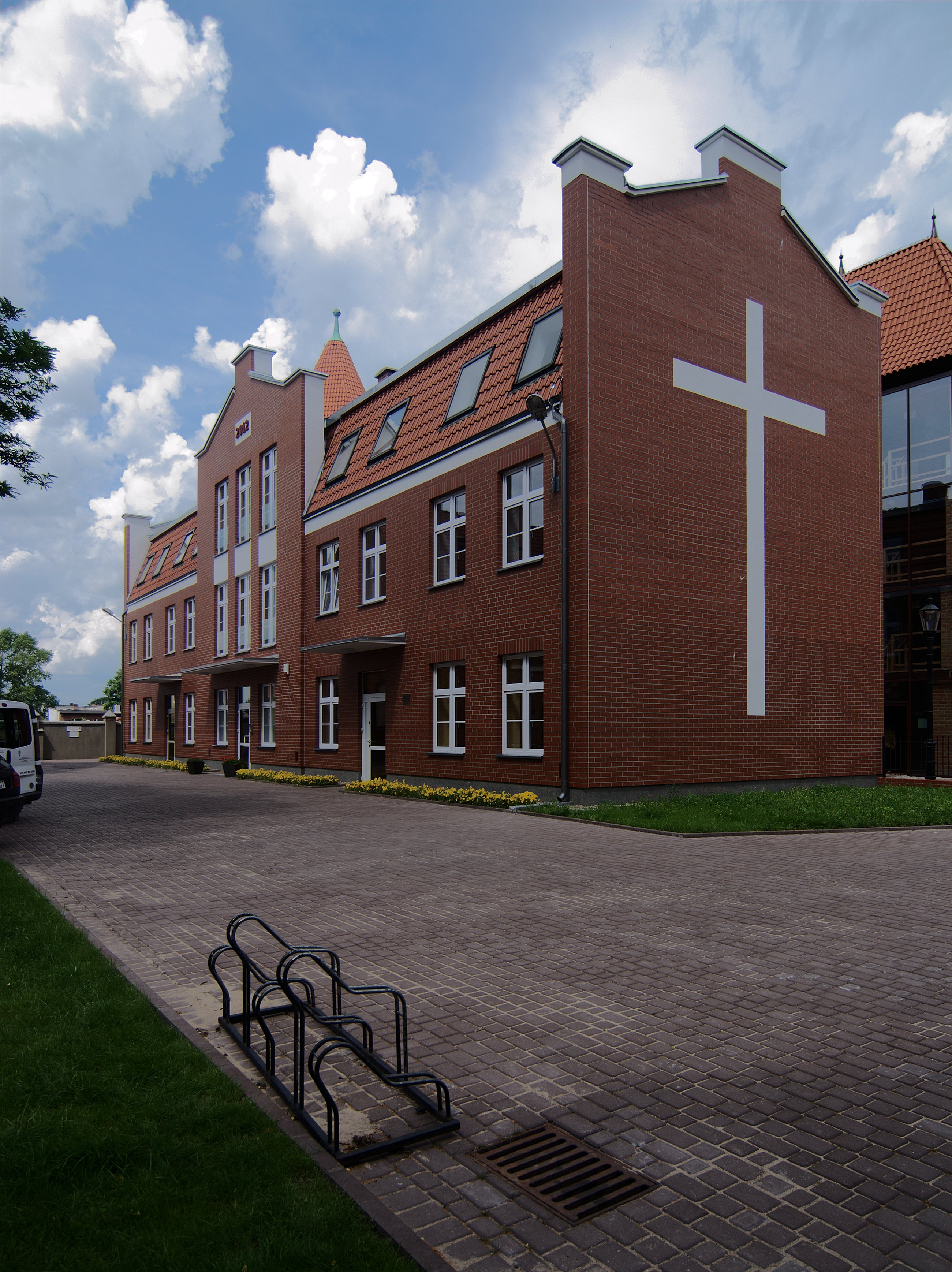
Casa do Peregrino

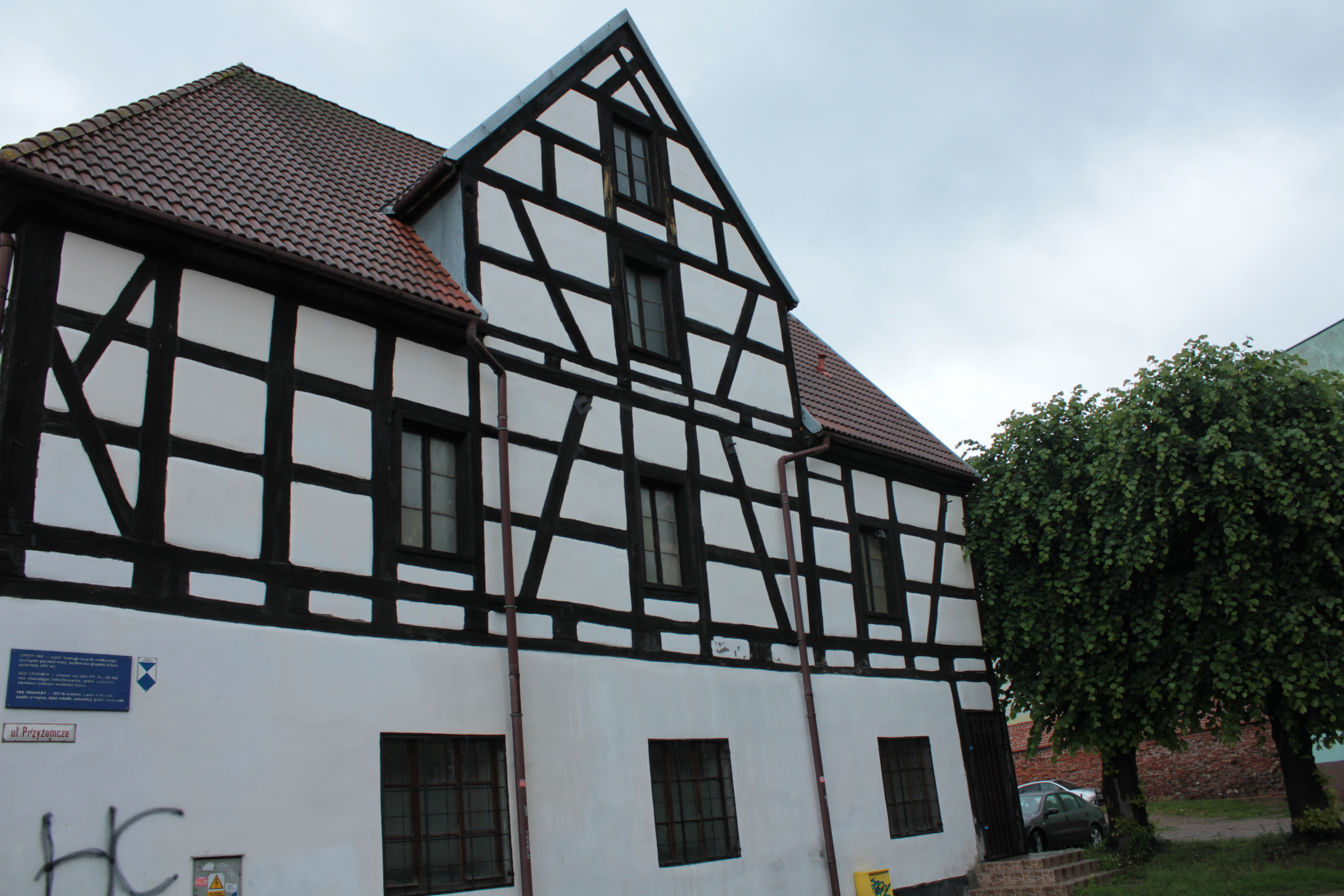
Celeiro de sal em Lębork

O centro regional mais antigo da área de Lębork era Białogarda. Naquela época, Lębork era uma aldeia eslava localizada no rio Łeba, com o nome de Lewino e pertencente aos duques da Pomerânia de Gdansk. Esse assentamento estava provavelmente localizado na parte sul da cidade atual ou na área de Nowa Wieś Lęborska e, portanto, há duas hipóteses mutuamente exclusivas sobre a origem da cidade. A cidade foi fundada para encurtar a rota comercial de Gdansk para o oeste. Os fundadores da cidade foram os Cavaleiros Teutônicos. Por volta de 1123, as terras de Lębork foram cristianizadas e pertenciam ao bispado de Włocławek. Em 1140, a área foi incorporada ao Bispado de Kamień Pomorski. Pesquisas arqueológicas mostram que o cemitério ao lado da igreja esteve em uso desde o quarto trimestre do século XII. Por volta de 1338, Lębork tinha um pároco que possuía suas terras em Nowa Wieś Lęborska. É provável que a paróquia tenha sido transferida de lá para a nova cidade. Isso pode indicar que a cidade foi originalmente fundada no local de Nowa Wieś. O documento mencionado acima é o documento mais antigo em que Lębork é mencionada. Em 1 ou 6 de janeiro de 1341, Lębork foi fundada sob a lei de Chełmno. No mesmo ano, Lębork tornou-se a sede de uma procuradoria, mais tarde transformada em uma câmara de vereadores. A mudança de posição foi provavelmente relacionada à construção do castelo. O vereador teutônico cuidava principalmente da segurança da fronteira com o Ducado de Słupsk. O desenvolvimento de Lębork foi muito rápido durante esse período. Em 1357, aparece a primeira menção ao prefeito de Lębork. Em 1363, as muralhas defensivas foram concluídas.
Em julho de 1386, uma convenção do Grão-Mestre da Ordem com os duques de Słupsk foi realizada em Lębork. Ambos os lados foram acompanhados por mensageiros de cidades e cavaleiros.
Na virada dos séculos XIV e XV, havia uma serraria e um curtume em Lębork que eram movidos a água. Naquela época, as guildas começaram a se estabelecer em Lębork. No início do século XV, o rio Łeba começou a ser usado para navegação, especialmente para o transporte de mercadorias.
Em 1410, o castelo de Lębork se rendeu ao exército polonês. No entanto, como resultado da Paz de Toruń, em 1 de fevereiro de 1411, os Cavaleiros Teutônicos reconquistaram Lębork. Lębork tornou-se uma base para ataques a oeste. Em 13 de março de 1440, a Confederação Prussiana foi formada para combater a Ordem Teutônica. Depois de 1444, houve tendências claras de resistência contra o domínio teutônico no Estado teutônico. Em 20 de fevereiro de 1454, Lębork e seus arredores foram capturados pelo exército de Gdansk. A burguesia e os cavaleiros da Cassúbia viam Gdansk como um defensor. No entanto, Casimiro IV Jagelão não queria dar Lębork a Gdansk por medo de que a cidade pudesse se tornar muito forte. Em 6 de março de 1454, o território foi incorporado pelo rei polonês. Devido à fraqueza do exército polonês, o rei teve que dar Lębork e Bytów como feudos ao duque da Pomerânia Ocidental. Érico II, Duque da Pomerânia, devido à agitação interna e à ameaça dinamarquesa, cedeu essas terras aos Cavaleiros Teutônicos em outubro de 1460. Em julho de 1466, no entanto, o duque resgatou as terras confiadas. Em 1480, 1482 e 1485, os Estados prussianos tentaram, sem sucesso, recuperar as Terras de Lębork-Bytów.

### Modernidade
Em 1526, os duques da Pomerânia assumiram o feudo das Terras de Lębork. Naquela época, Lębork tornou-se um centro de comércio, o que resultou no desenvolvimento da cidade. Em 1630, a cidade foi tomada pelos suecos, que pretendiam fortificar o castelo de Lębork. Desde o início de 1633, a diplomacia polonesa estava interessada nas Terras de Lębork-Bytów. Em 10 de março de 1637, Bogusław XIV morreu sem filhos, o que fez com que o feudo de Lębork-Bytów fosse diretamente anexado à Coroa do Reino da Polônia. Em março de 1635, Jakub Wejher ocupou Lębork. Em 1641, a Terra foi anexada à voivodia da Pomerânia como um único condado com sua sede em Lębork. A incorporação à Polônia resultou em uma campanha para restaurar o catolicismo. Isso resultou no empobrecimento da cidade. Por outro lado, os habitantes, especialmente a nobreza, desfrutavam de mais privilégios.
Em 1661, o condado de Lębork foi novamente separado da Polônia. Ele se tornou um feudo perpétuo de Brandemburgo-Prússia. João III Sobieski pretendia recuperar Lębork e Bytów; no entanto, não teve sucesso. O feudo deixou de existir formalmente em 1773, devido à primeira partição da Polônia. De 1737 a 1752, cultos poloneses calvinistas foram realizados em Lębork.

Muralhas e torres da cidade de Lębork
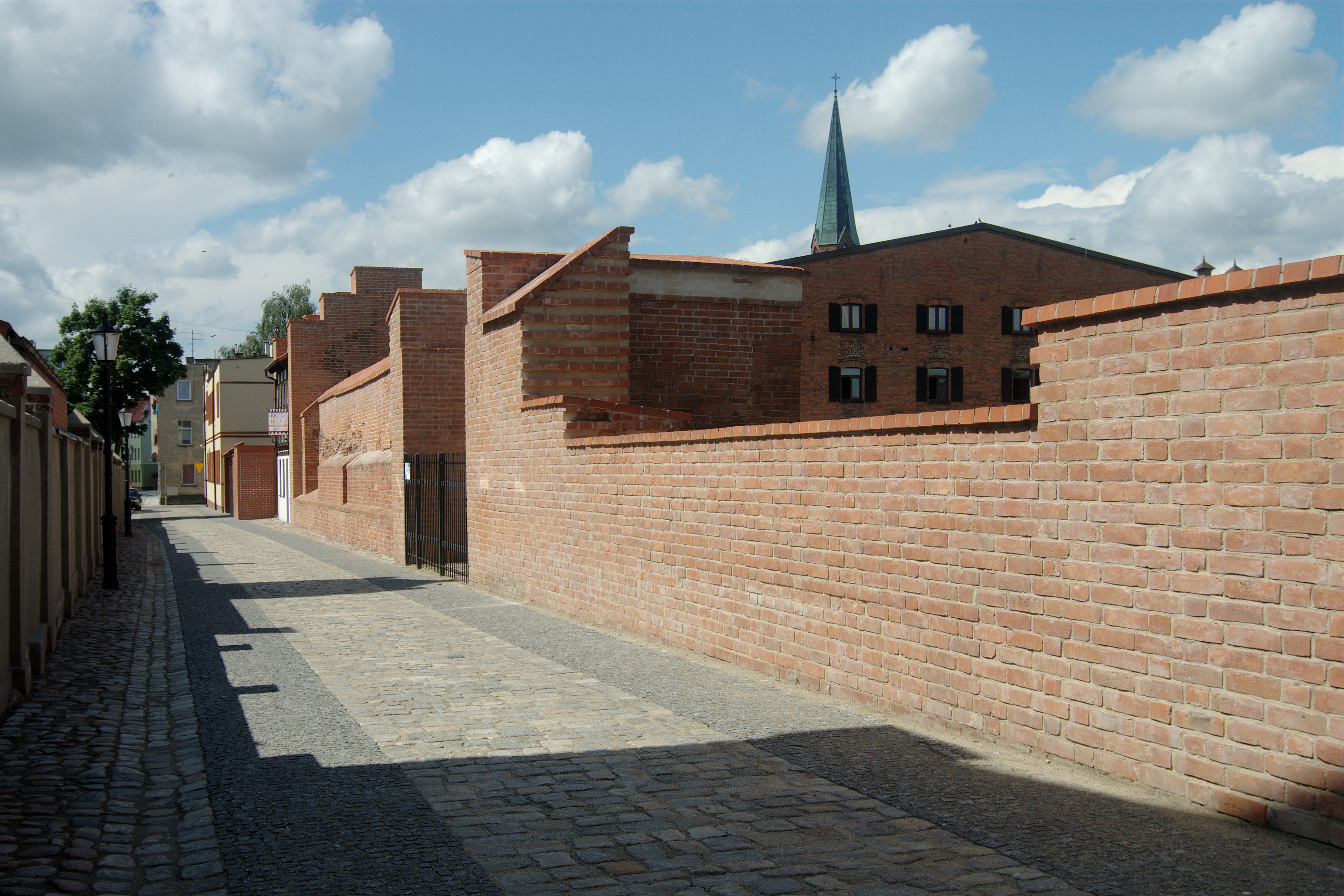
Muralhas da cidade, rua Basztowa
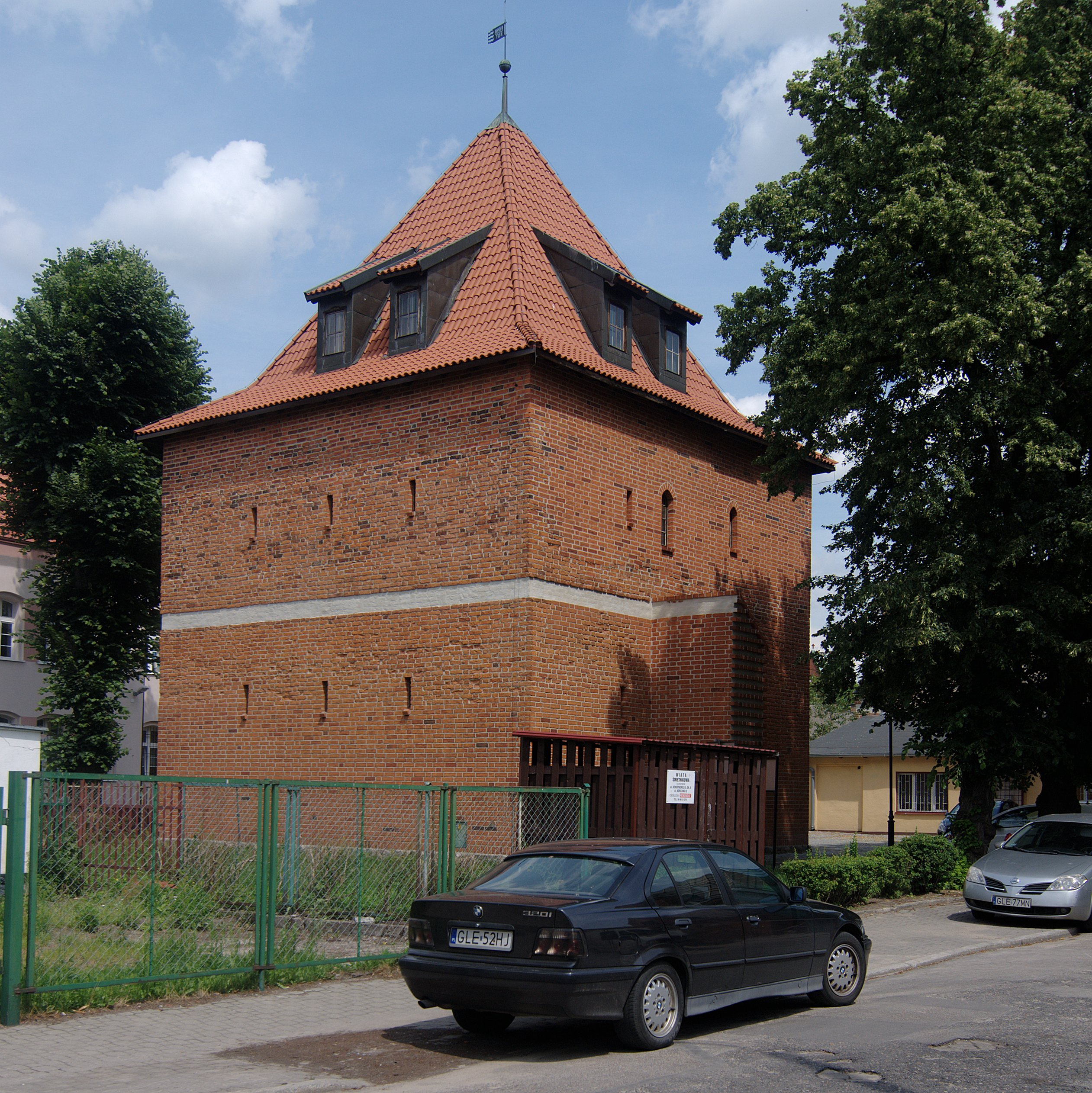
Torre Quadrada, rua Korczaka
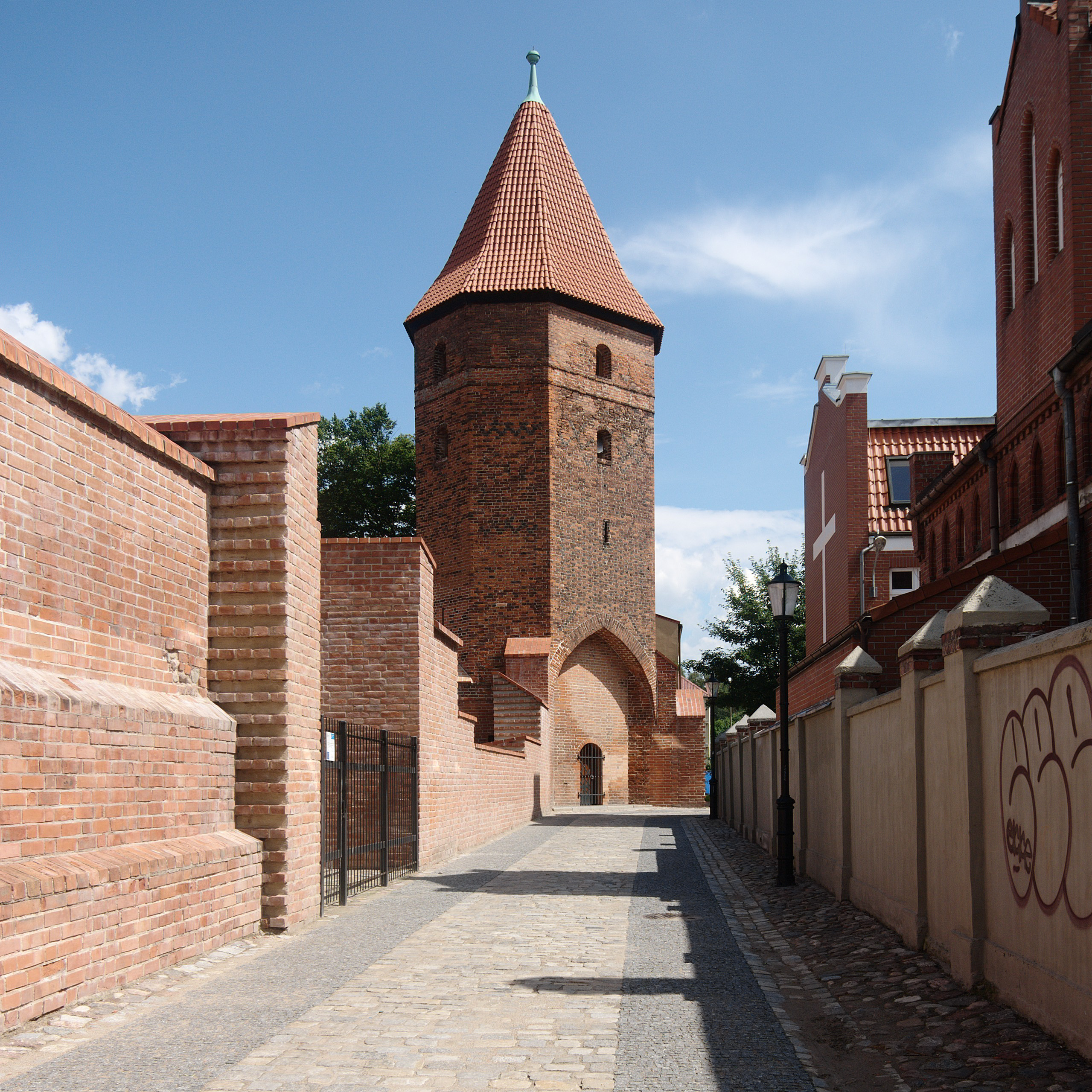
Torre Bluszczowa
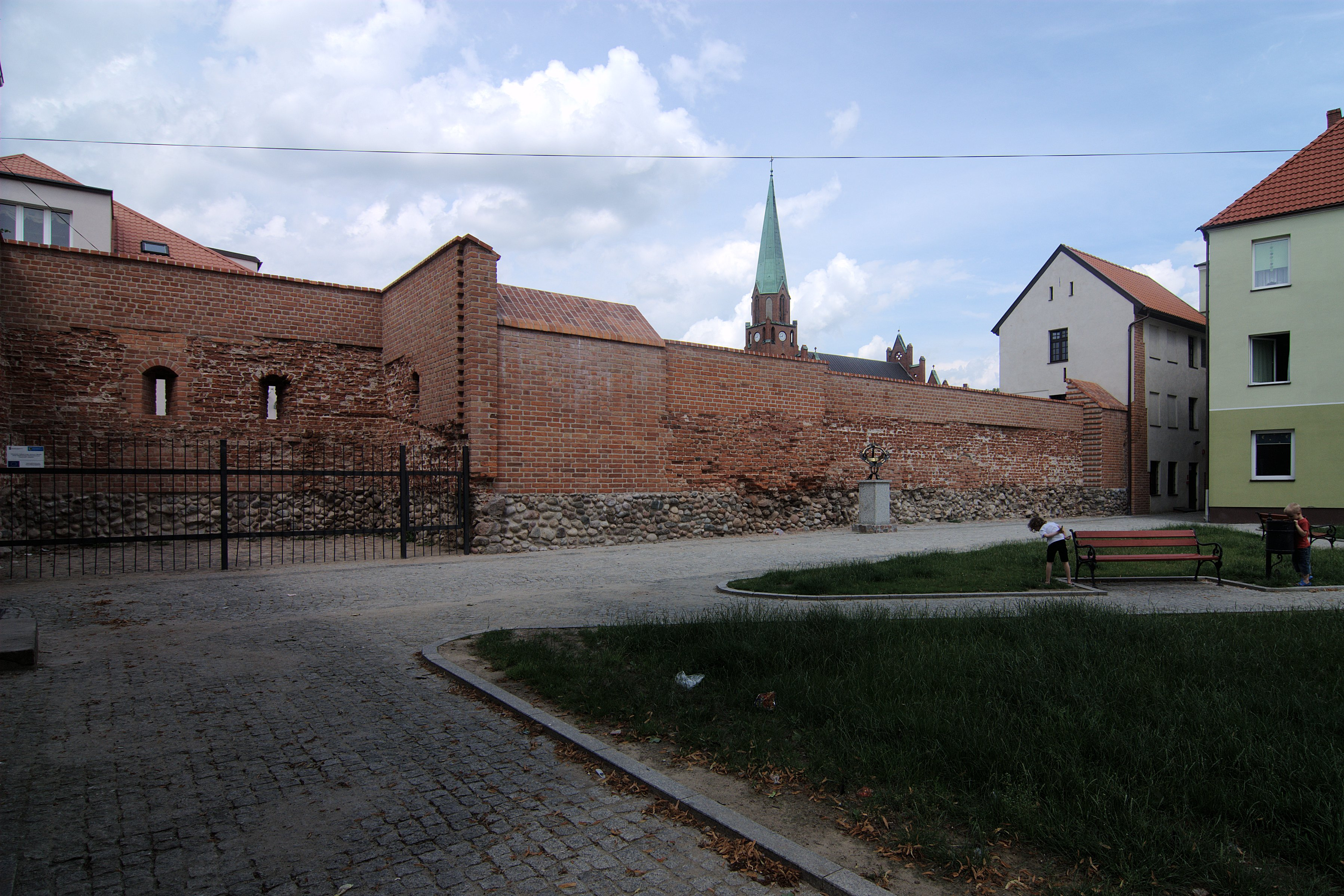
Muralhas da cidade, rua Korczaka
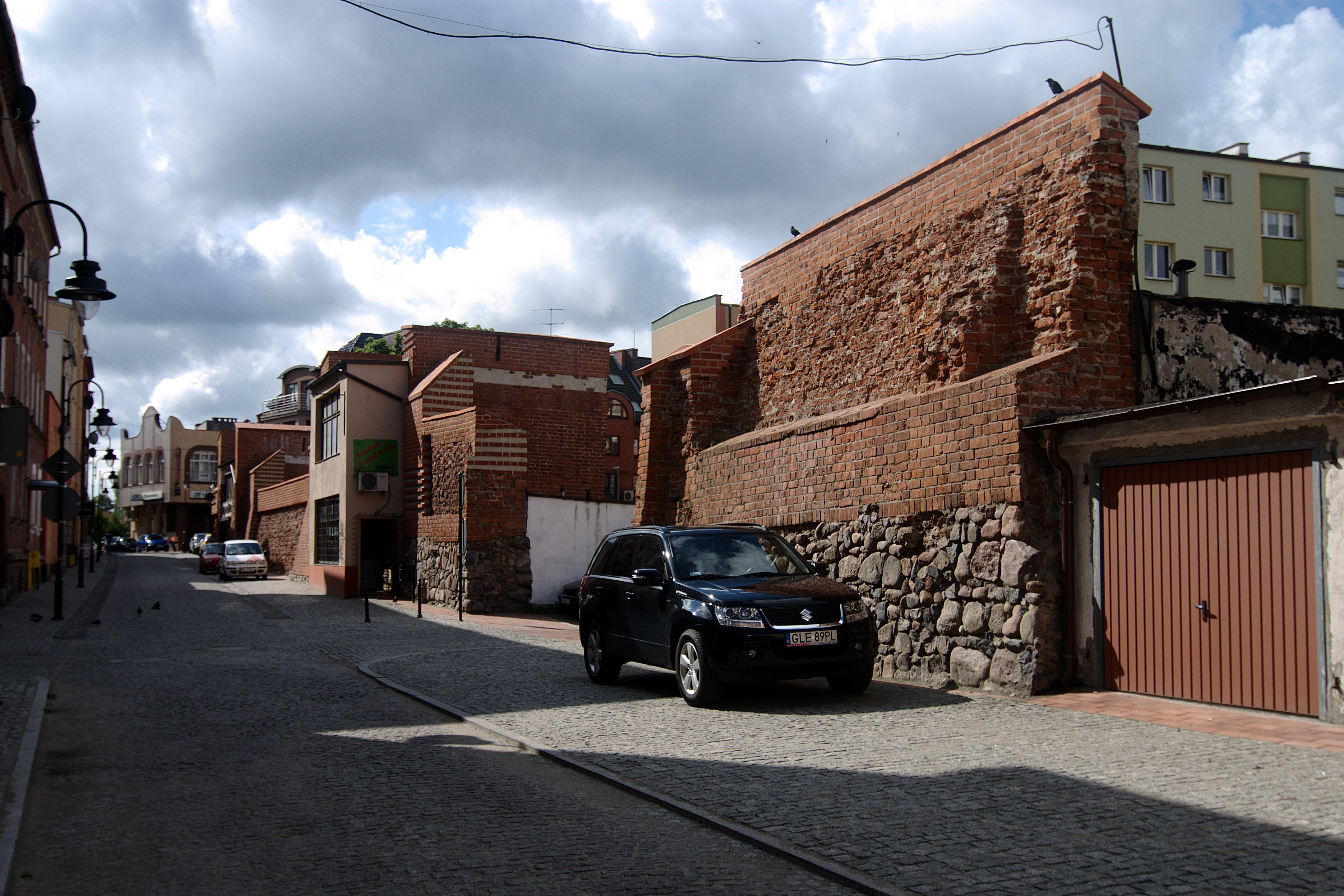
Muralhas da cidade, rua Curie-Skłodowska

### 1773–1920

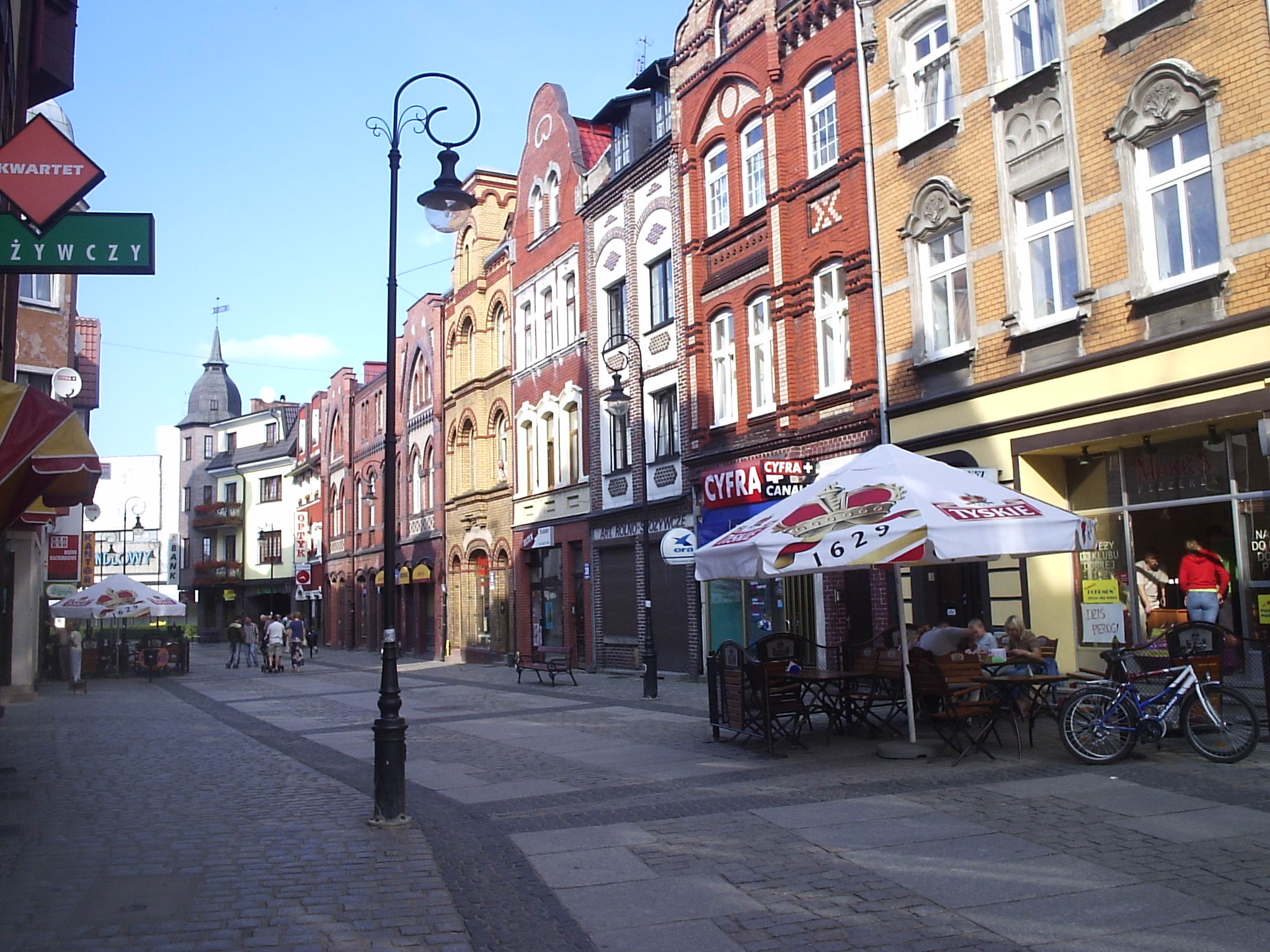
Rua da Cidade Velha

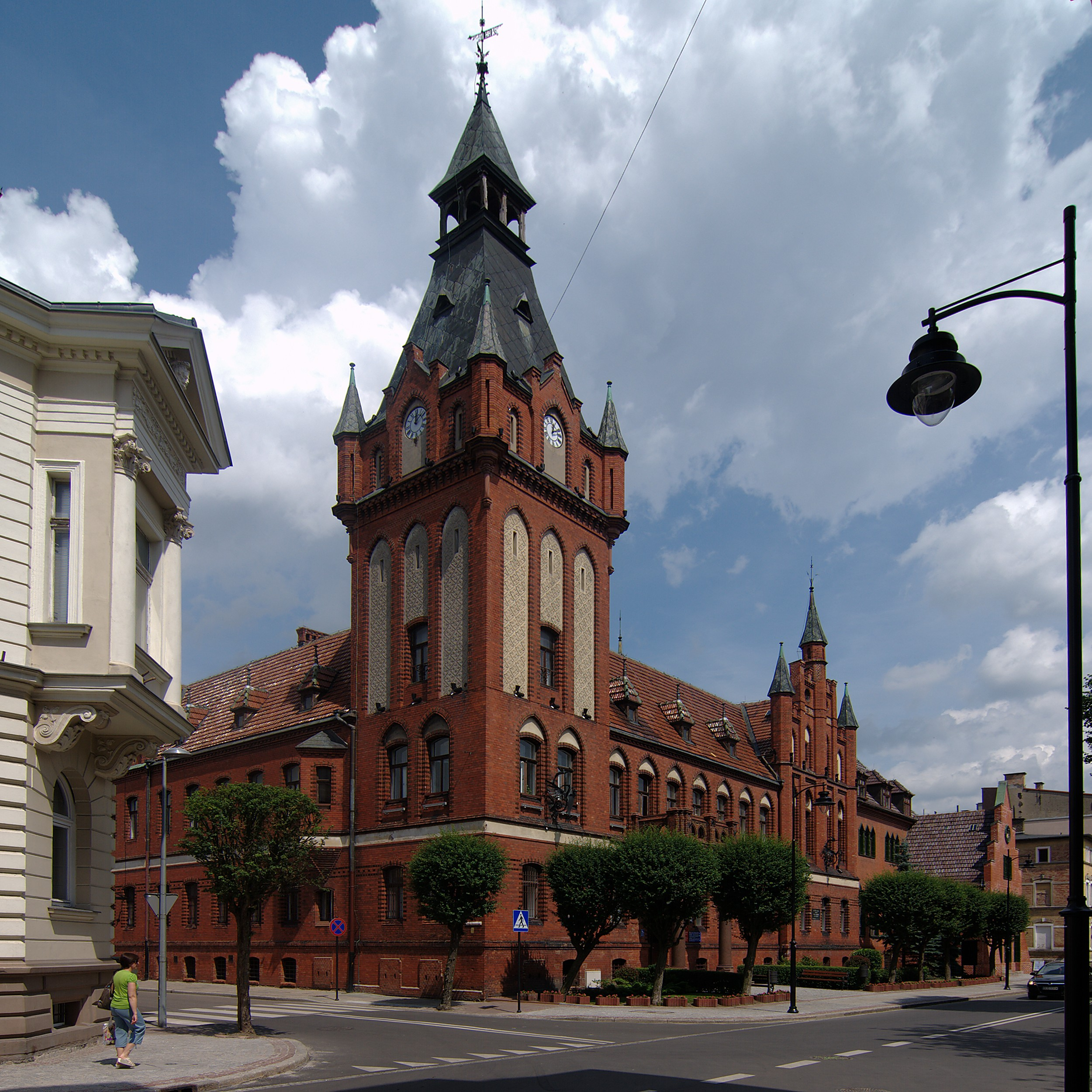
Prefeitura neogótica em Lębork

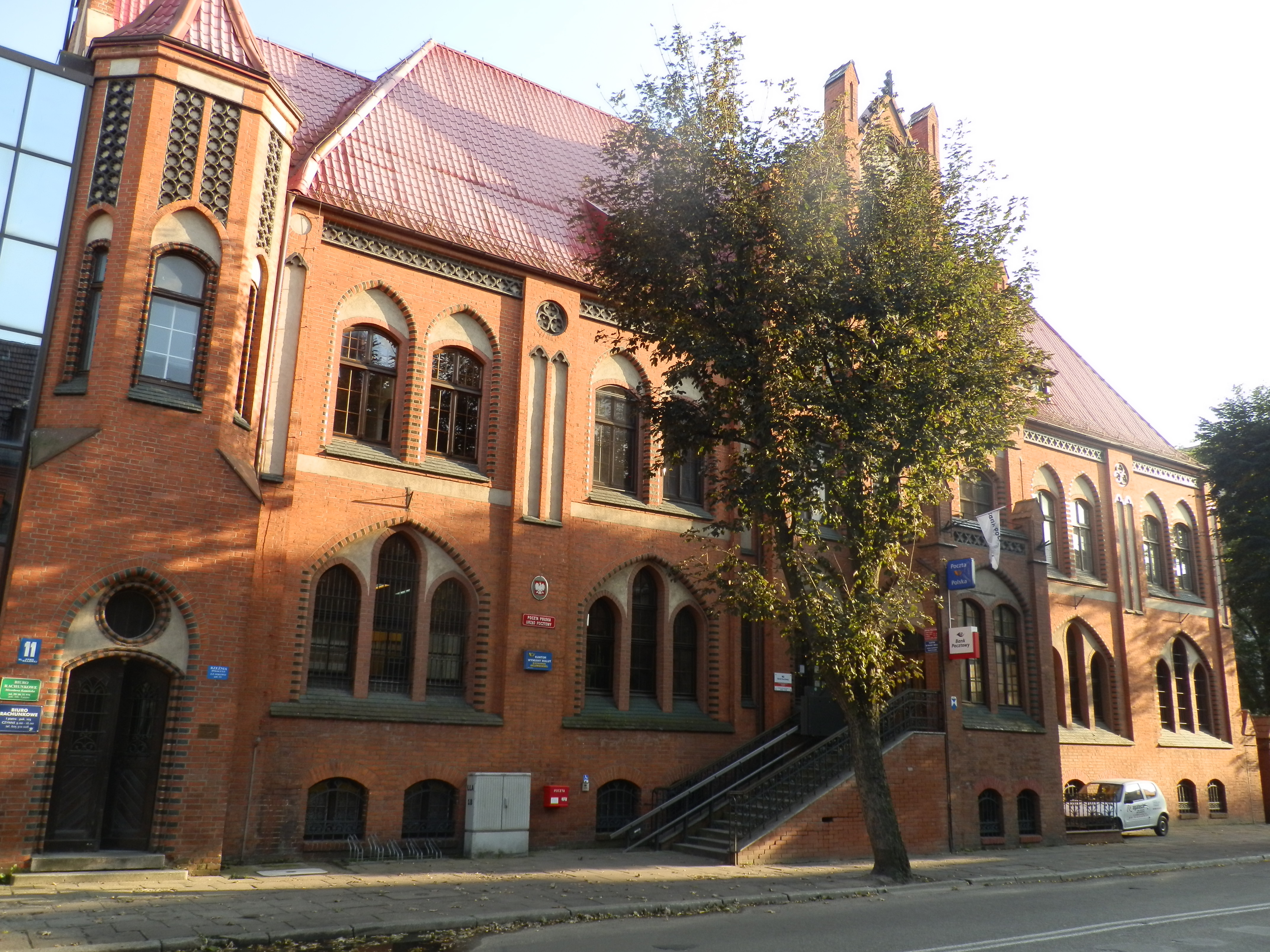
Prédio dos correios do início do século XX

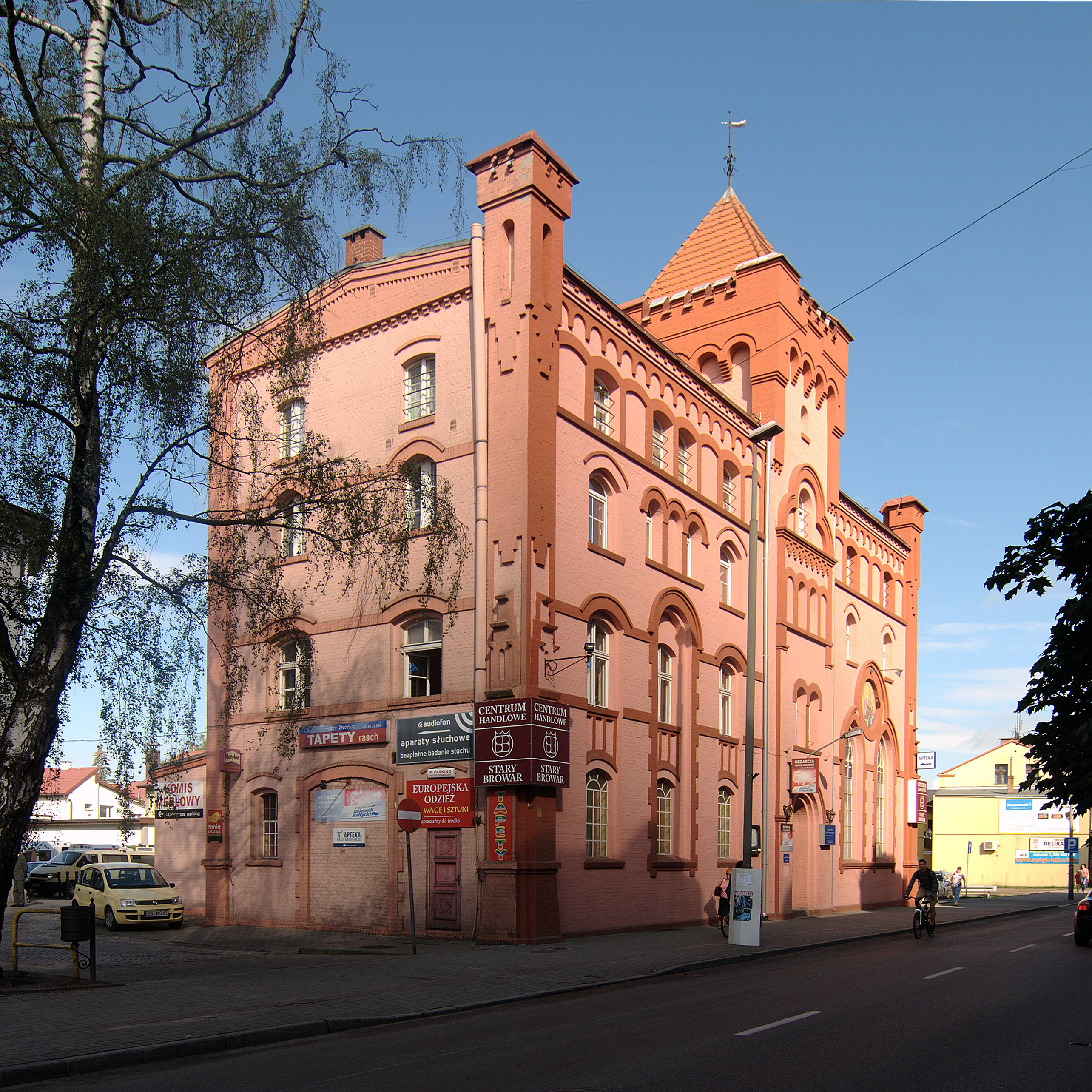
Antiga cervejaria

Em 18 de setembro de 1773, o distrito de Lębork-Bytów foi tomado pelo Estado prussiano e tornou-se parte da Regência de Koszalin. Em 1846, o condado de Lębork-Bytów foi dividido. O magistrado de Lębork começou a perder cada vez mais direitos para as autoridades centrais. No final do século XIX, Lębork perdeu seu tribunal para Słupsk. A população, apesar das flutuações, teve uma tendência de crescimento. A razão para esse estado de coisas é um grande crescimento populacional compensado periodicamente por perdas de guerra e emigração. Em 1870, Lębork ganhou uma conexão ferroviária com Słupsk e Gdansk. Em 1877, foi criada uma brigada de incêndio voluntária municipal. Em 1878, o primeiro hospital foi inaugurado na cidade.
Entre 1880 e 1910, houve o desenvolvimento de instituições suprapartidárias em Lębork. Entre 1882 e 1884, foi construído um novo hospital, muito maior, especializado no tratamento da tuberculose e, em 1887, foi criado um hospital psiquiátrico. A indústria e o comércio se desenvolveram na cidade. Em 1889, Lębork tornou-se um entroncamento ferroviário após o comissionamento da linha Lębork-Łeba e, seis anos depois, foi acrescentada uma conexão com Kartuzy, que acabou moldando o entroncamento de Lębork até a liquidação dessas linhas no início da década de 1890. Em 1900, uma nova prefeitura foi construída na cidade. A população alemã começou a chegar a Lębork. Os poloneses e cassúbios foram empurrados para a parte leste do condado. No início do século XX, a porcentagem da população de língua polonesa e cassúbia no condado estava aumentando, principalmente devido à emigração do condado de Wejherowo. O movimento polonês e cassúbio se desenvolveu durante esse período. No entanto, as autoridades prussianas o reprimiram, demitindo os ativistas. A Igreja Católica veio em seu socorro; canções nacionais polonesas eram cantadas nas igrejas e o idioma polonês era ensinado. Os poloneses foram mais ativos após o fim da Primeira Guerra Mundial. Após a capitulação do Império Alemão, o Conselho Popular do Condado foi formado e organizou um comício antialemão. A manifestação foi interrompida pela polícia e seus participantes foram dispersos. O tribunal condenou os ativistas poloneses por traição a vários meses de prisão e, posteriormente, ao banimento.

### 1920–1945

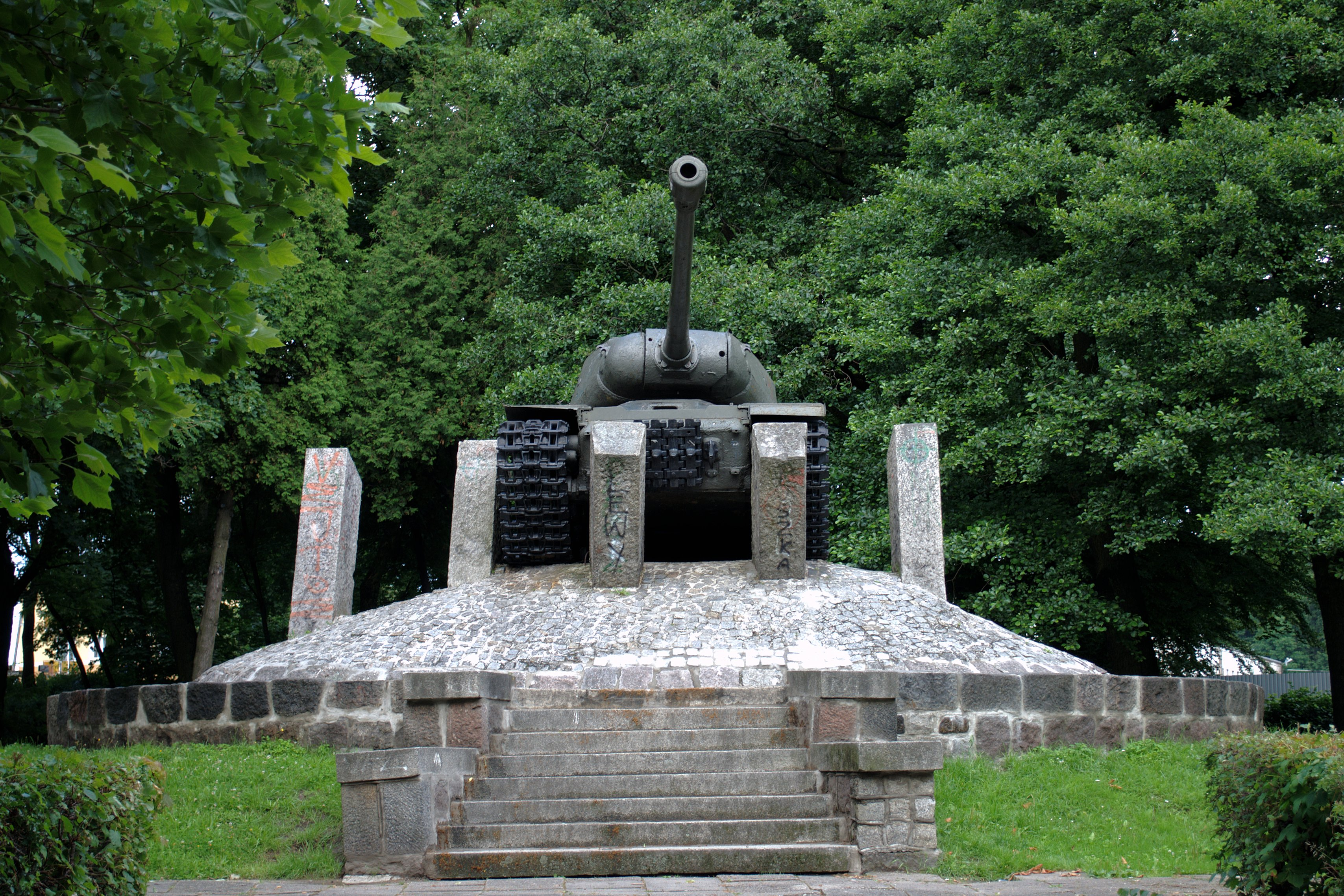
Tanque de guerra no Parque Chrobry

No memorial de Roman Dmowski de 1917, havia um postulado para incorporar o condado de Lębork à Polônia. O postulado de Wilson, de 1918, foi formulado semelhantemente. Documentos posteriores também postularam um retorno à fronteira de 1772. No entanto, esses postulados não foram considerados e, quando as fronteiras da Pomerânia foram definidas em 1920, o condado de Lębork ficou na Alemanha, e apenas Nadole foi atribuída à Polônia. Essa divisão foi extremamente favorável para a Alemanha. A mudança de fronteiras resultou em um influxo de alemães das áreas atribuídas à Polônia e em um fluxo de poloneses e cassúbios para a voivodia da Pomerânia. Lębork ficou isolada de sua base de matérias-primas e mercados, o que resultou no colapso de muitas fábricas.
A parte oriental do Império Alemão foi uma área onde os movimentos trabalhistas e comunistas se intensificaram. Em 1919, uma onda de greves varreu Lębork. Os trabalhadores exigiam principalmente a redução das horas de trabalho. Os ativistas do Partido Social-Democrata Independente da Alemanha exigiram a introdução de um sistema comunista inspirado no sistema soviético, ou ainda mais radical. Os proprietários de terras começaram a contratar veteranos de guerra para sua proteção, criando seus próprios exércitos particulares. A atividade do partido comunista resultou na eclosão de uma guerra civil de 10 dias na cidade. A supressão do golpe, no entanto, resultou em um fortalecimento acentuado do Partido Comunista da Alemanha e em preparativos para novas greves dos trabalhadores. Segundo relatórios da polícia, os trabalhadores atacariam a prefeitura, os correios e o banco. O Landrat de Lębork chegou a tentar aumentar a proteção policial e trazer o exército para a cidade. No outono de 1920, a situação havia se acalmado. Os conservadores e nacionalistas tinham cada vez mais apoio na sociedade. No entanto, os anos de crise viram um aumento na popularidade da esquerda, incluindo os comunistas. Essa atividade continuou até a ascensão de Hitler ao poder. Uma célula local do partido nazista não foi criada em Lębork até 1 de junho de 1928. Em 1932, o Partido Nacional-Socialista dos Trabalhadores Alemães obteve a maioria nas eleições para a assembleia do condado. A tomada do poder pelos nazistas na Alemanha resultou na brutalização da vida social e em uma política antipolonesa ativa. As ruas foram tomadas por milicianos nacional-socialistas. Uma escola para oficiais da Schutzstaffel foi fundada em Lębork. Durante a “Noite dos Cristais”, uma sinagoga e várias lojas judaicas foram demolidas. No final de 1938, foi anunciado que não havia mais judeus na cidade. A agitação civil e a pobreza reduziram a população da cidade e do condado. O governo nazista, graças em parte à ordem de serviço, resultou em um aumento da população. A situação na indústria e na agricultura não melhorou significativamente até a eclosão da guerra.
Na primavera e no verão de 1939, os preparativos para a guerra começaram em Lębork. A imprensa informava sobre supostas ações antialemãs na Polônia, o que deveria justificar ações antipolonesas no condado de Lębork. A partir da segunda década de julho de 1939, a inteligência polonesa notou um movimento intensificado das tropas alemãs na cidade. As fortificações foram intensamente reforçadas. Em 26 de agosto, o condado foi declarado uma área de operações militares, o que significava que os militares assumiram o controle da autoridade civil. Em 1 de setembro, às 4h45 da manhã, as tropas da Wehrmacht atacaram a Polônia a partir da área do condado de Lębork. O mês de setembro também foi marcado pelo início do terror contra sua própria população, que não tinha opiniões nacional-socialistas, bem como contra a população nativa polonesa e cassúbia. Por algum tempo, Lębork se tornou a sede do quartel-general de Hitler. Devido ao recrutamento para o exército, as equipes das fábricas alemãs eram complementadas por prisioneiros de guerra e trabalhadores forçados. Entre 1941 e 1945, os prisioneiros do campo de Stutthof foram empregados na Escola de Comandantes Juniores da SS.
Em Wielka Piaśnica, pacientes do hospital psiquiátrico de Lębork foram assassinados.
Partidários poloneses eram ativos no condado de Lębork, que, entre outras coisas, mataram um obersturmführer da SS por sua atitude cruel em relação aos trabalhadores forçados poloneses. Os guerrilheiros também ocuparam uma guarita onde capturaram munição e armas.
Perto do fim da guerra, os refugiados da Prússia Oriental começaram a chegar a Lębork em grande número, causando caos na cidade. A fim de evitar deserções no exército alemão derrotado, os desertores foram enforcados nas ruas de Lębork. Uma “marcha da morte” de prisioneiros do campo de Stutthof foi direcionada para Lębork. Em 9 de março de 1945, devido à aproximação do Exército Vermelho, as autoridades distritais começaram a fugir para o oeste. Os habitantes civis da cidade fugiram com eles. De 9 a 10 de março, a 101.ª Divisão de Rifles de Guardas da Segunda Frente Bielorrussa tomou a cidade após pequenos combates, perdendo 18 mortos e 87 feridos. Como Lębork era uma cidade do lado alemão, uma grande parte da cidade foi deliberadamente incendiada em 13 de março. A fim de encobrir os motivos para incendiar a cidade, foram divulgadas informações sobre as batalhas por Lębork nas quais os alemães estavam se defendendo. Segundo informações oficiais da época, três mil soldados alemães e setecentos soviéticos foram mortos nos combates, e a perda de prédios foi causada por batalhas sangrentas por cada casa. Os primeiros dias após a entrada do exército soviético foram difíceis para a população civil. Os soldados, especialmente à noite, sentiam-se impunes, pois a maioria das transgressões era encoberta pelo comando intermediário. Os soviéticos roubaram, estupraram e destruíram.

### 1945–1975
A inclusão dos Territórios Recuperados pela administração polonesa começou em março de 1945. O condado de Lębork foi temporariamente incluído no distrito da Pomerânia Ocidental. Em 10 de abril, uma autoridade civil foi instituída na cidade e no condado, temporariamente subordinada à autoridade militar. Em 11 de abril, foram realizadas eleições para prefeito. No final de abril, uma milícia cívica começou a operar em Lębork. No início de maio, um grupo de operação do Ministério da Indústria chegou à cidade com a tarefa de ativar as indústrias mais necessárias e menos danificadas. O maior problema na reconstrução foi a falta de eletricidade devido a danos na linha de energia em Słupsk. As atividades dos grupos terminaram em agosto de 1945.
Em 7 de julho de 1945, foi criada uma divisão administrativa e o condado passou a fazer parte da voivodia de Gdansk. Em 10 de julho de 1945, foi inaugurado um hospital municipal.
Em 2 de agosto de 1945, foi aprovada uma resolução para definir a fronteira ocidental. O deslocamento da população alemã e o reassentamento da população polonesa das fronteiras orientais e do antigo Governo Geral começaram nessa época. Em 31 de janeiro de 1949, a população nativa representava pouco menos de 11,48% da população da cidade e pouco mais de 8,68% da população do condado.
Em 16 de agosto de 1945, foi assinado um acordo polaco-soviético que regulava a situação das terras recuperadas. Em novembro de 1945, o primeiro escândalo financeiro na Polônia do pós-guerra foi descoberto em Lębork. 140 mil zlótis desapareceram da caixa registradora do escritório. Os culpados não puderam ser identificados.
No final de 1945, todas as instituições distritais necessárias estavam funcionando em Lębork e a reconstrução da indústria havia começado. A primeira grande fábrica a entrar em funcionamento na cidade foi a Madeireira Lębork.
Em 1946, os funcionários do Departamento de Governo Local do Escritório da Voivodia de Gdansk começaram a usar o nome Łebno na correspondência oficial. Como resultado de um protesto das autoridades municipais, a mudança do nome não ocorreu, e em maio de 1946 o nome Lębork foi aprovado.
Em 10 de março de 1946, o Conselho Nacional do Condado iniciou suas atividades, o que encerrou o processo de implantação da administração polonesa no condado.
Em 20 de março de 1950, os governos autônomos na Polônia foram abolidos. Suas tarefas e bens foram assumidos por Conselhos Nacionais subordinados ao governo. No mesmo ano, os últimos estabelecimentos privados foram nacionalizados.
Em 1953, um incêndio destruiu a fábrica de malas.
Em 1954, os limites do condado de Lębork foram revisados.
Em 1956, a população de Lębork excedeu a da cidade em 1939.
Em 1958, a cidade concluiu sua reconstrução e começou a construir novos assentamentos. Entretanto, a taxa de construção foi menor do que o crescimento populacional. Um grande problema era a estrutura bagunçada da Companhia Municipal de Habitação.
Por ocasião da celebração do milésimo aniversário do Estado polonês em 1966, um museu e uma biblioteca municipal foram inaugurados em Lębork.
No início da década de 1970, houve um intenso desenvolvimento da indústria em Lębork e mudanças em sua estrutura. Além disso, o setor de serviços que lida com a indústria se desenvolveu na cidade. A indústria pesada e a indústria de materiais de construção se desenvolveram, especialmente a produção de tijolos. Em meados da década de 1970, a fábrica da Fábrica de produção de equipamentos de alta tensão (ZWAR), foi inaugurada na cidade. Essa fábrica exportou grande parte de sua produção para o exterior.
Em 1974, foi lançado o transporte público na cidade. Foram lançadas duas linhas, que eram servidas por oito ônibus. Em fevereiro de 1975, uma terceira linha foi inaugurada. No final de 1975, a Companhia de Transporte da Cidade de Lębork tinha 13 ônibus à sua disposição.

### 1975–1990

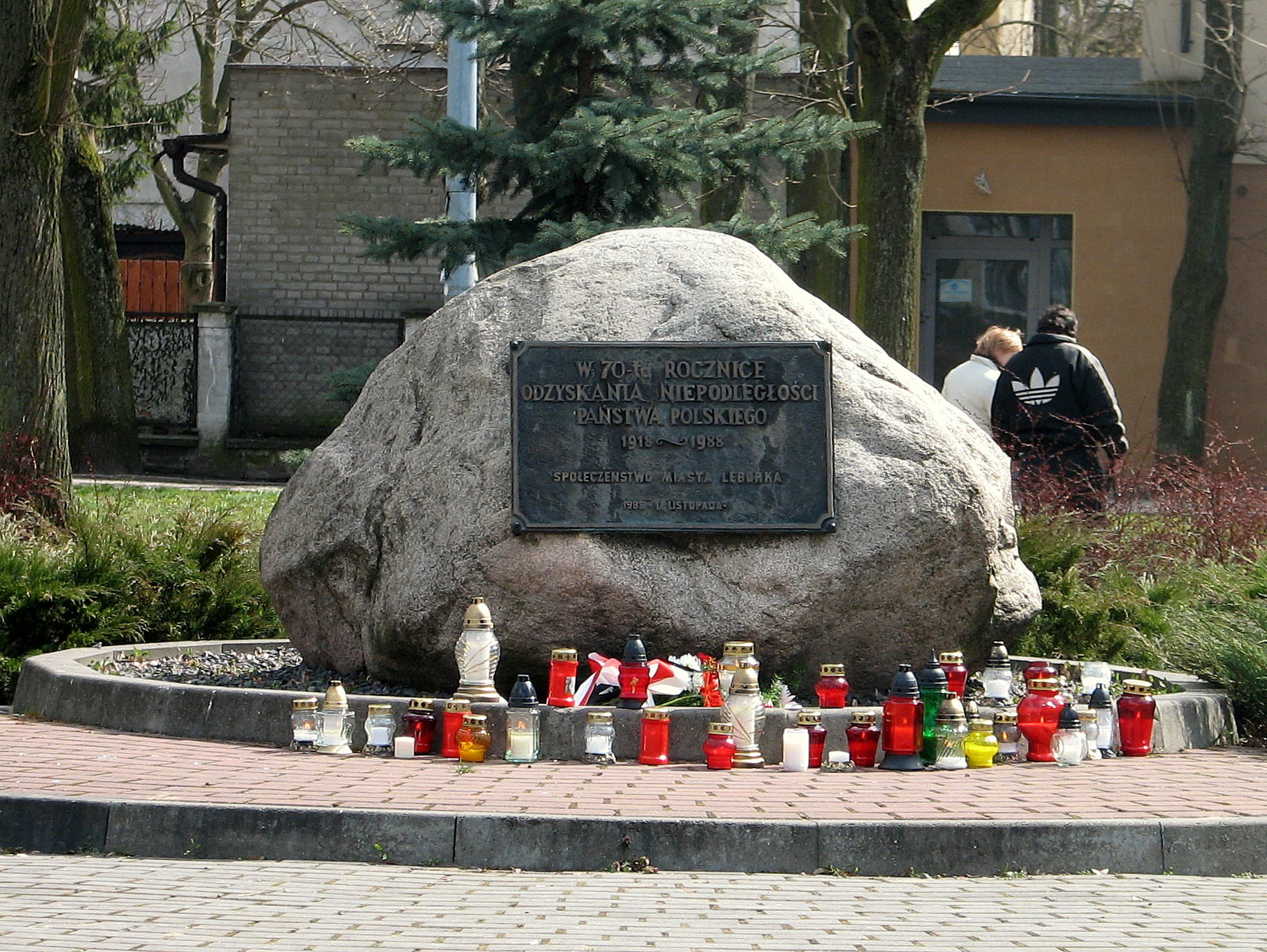
Pedra colocada em 1988 para comemorar o 70.º aniversário da Independência da Polônia

Em 1975, como resultado de uma reforma administrativa, Lębork deixou de ser uma cidade de condado. A área do condado foi anexada à voivodia de Słupsk. Essa mudança não agradou os habitantes de Lębork, que estavam mais ligados a Gdansk do que a Słupsk.
Em 1975, foi inaugurado um novo hospital em Lębork, para o qual foram transferidas enfermarias localizadas em diferentes partes da cidade.
No final da década de 1970, o turismo, que antes era praticamente só encontrado em Łeba, desenvolveu-se na cidade. Isso exigiu o desenvolvimento de serviços para a população. Em 1978, as autoridades municipais empreenderam a ambiciosa tarefa de embelezar a cidade. O lema da campanha era “Lębork até 1980, a cidade mais bonita da voivodia de Słupsk”. Como parte da implementação desse plano, a rua I Armii Wojska Polskiego foi reconstruída. A praça anteriormente ocupada pelo posto de gasolina CPN foi reformada. Uma passarela foi construída sobre os trilhos da ferrovia. A estrada para Łeba foi modernizada.
Em 1980, uma reforma administrativa introduziu distritos, que eram o equivalente a condados. Lębork tornou-se a sede de distrito. Nos primeiros anos, o escritório do distrito estava localizado na antiga sede da Milícia Cívica. Em 1993, foi transferido para a antiga prefeitura.
Agosto de 1980 em Lębork foi recebido com sentimentos contraditórios. Por um lado, as autoridades locais foram geralmente bem vistas, principalmente devido a seus investimentos em moradia, mas, por outro lado, as autoridades centrais foram vistas de forma crítica. As primeiras greves em Lębork começaram em 18 de agosto. Elas duraram mais tempo no Transporte Motorizado Estadual e na Empresa de equipamentos de transporte “ZREMB”.
A lei marcial fez com que o exército entrasse nas fábricas. O exército removeu os gerentes hostis das fábricas, o que causou problemas nas operações cotidianas. Em novembro de 1982, Wacław Kupper, o chefe executivo da cidade, que contava com o apoio do público, tornou-se vice-ministro da educação.
Em março de 1983, foram criadas estruturas locais do Movimento Patriótico de Reavivamento Nacional (PRON) em Lębork.
Em 1985, foram organizadas as comemorações do 700.º aniversário da cidade. Diversos eventos da cidade foram organizados como parte desse evento. Além disso, o clube de tênis de mesa LKS Pogoń Lębork fez sua estreia na primeira liga.
Em 10 de março de 1989, o brasão oficial da cidade foi aprovado, substituindo os brasões não oficiais usados até então.
Em 1989, foram aprovados planos para a construção do conjunto habitacional Leste no antigo local do aeroporto e áreas adjacentes. Conforme o plano, o assentamento deveria ser construído entre 1991 e 2000.

Edifícios urbanos dos séculos XIX e XX em Lębork
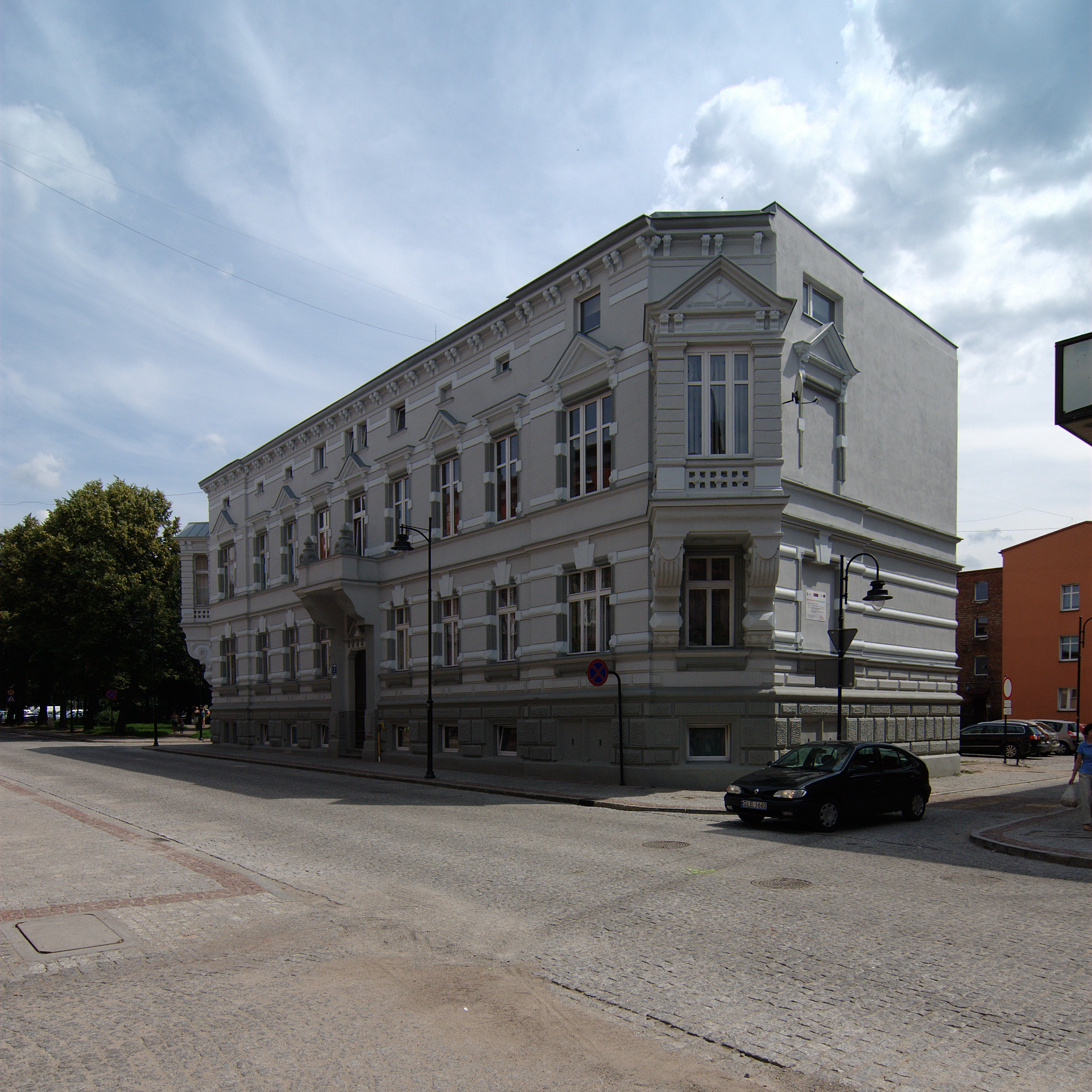
Rua Armii Krajowej, 7
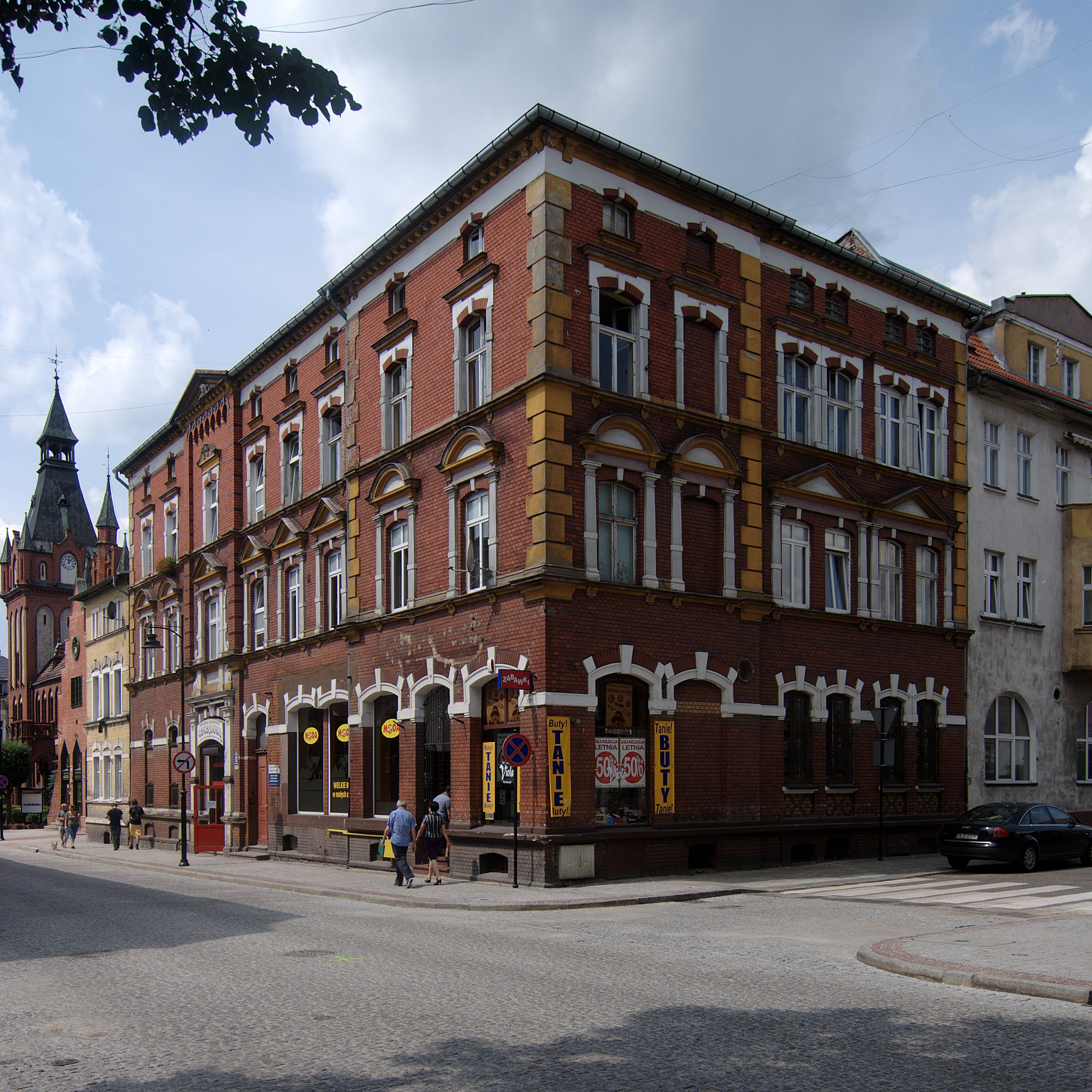
Rua Armii Krajowej, 12
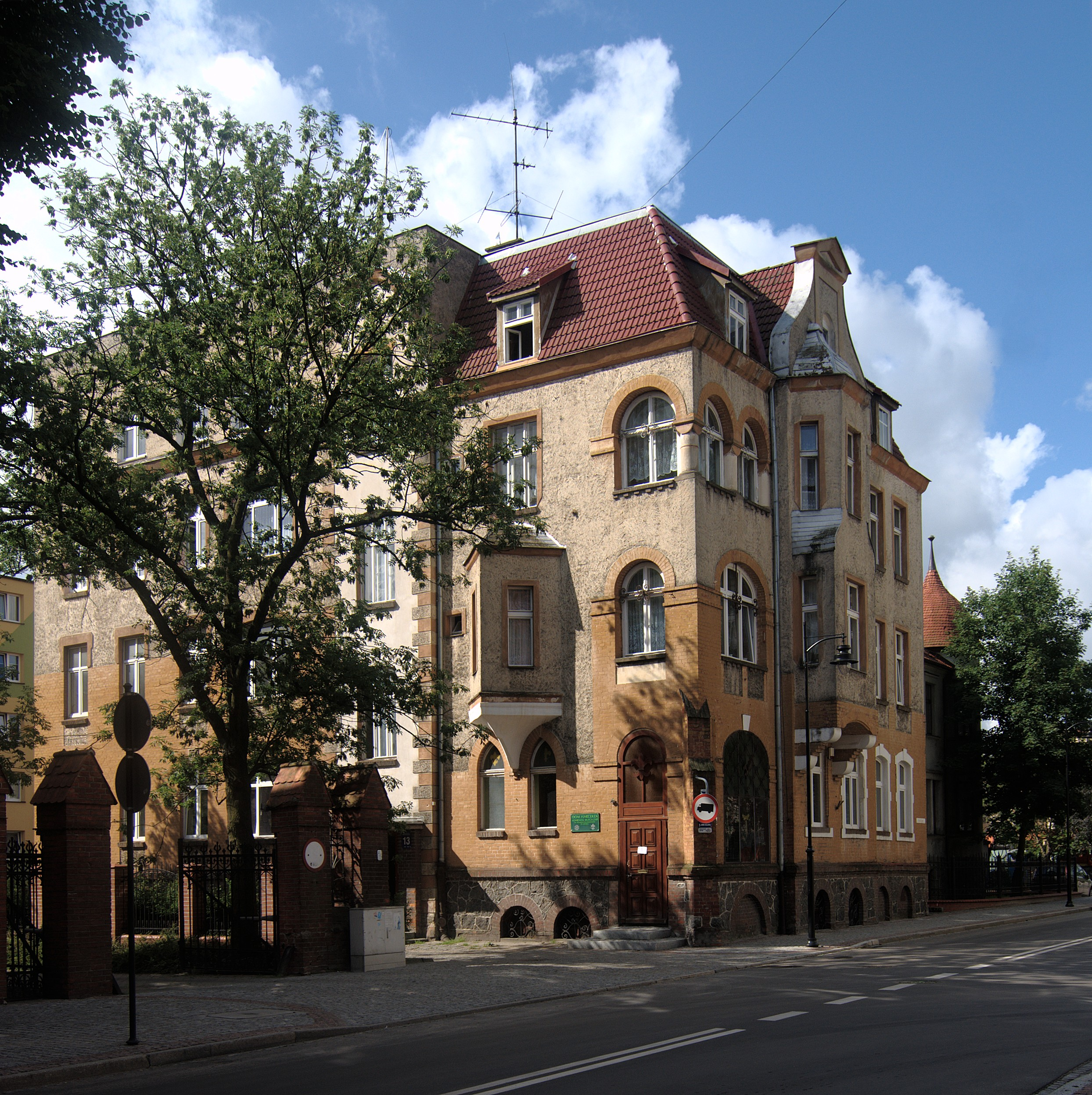
Rua Armii Krajowej, 13
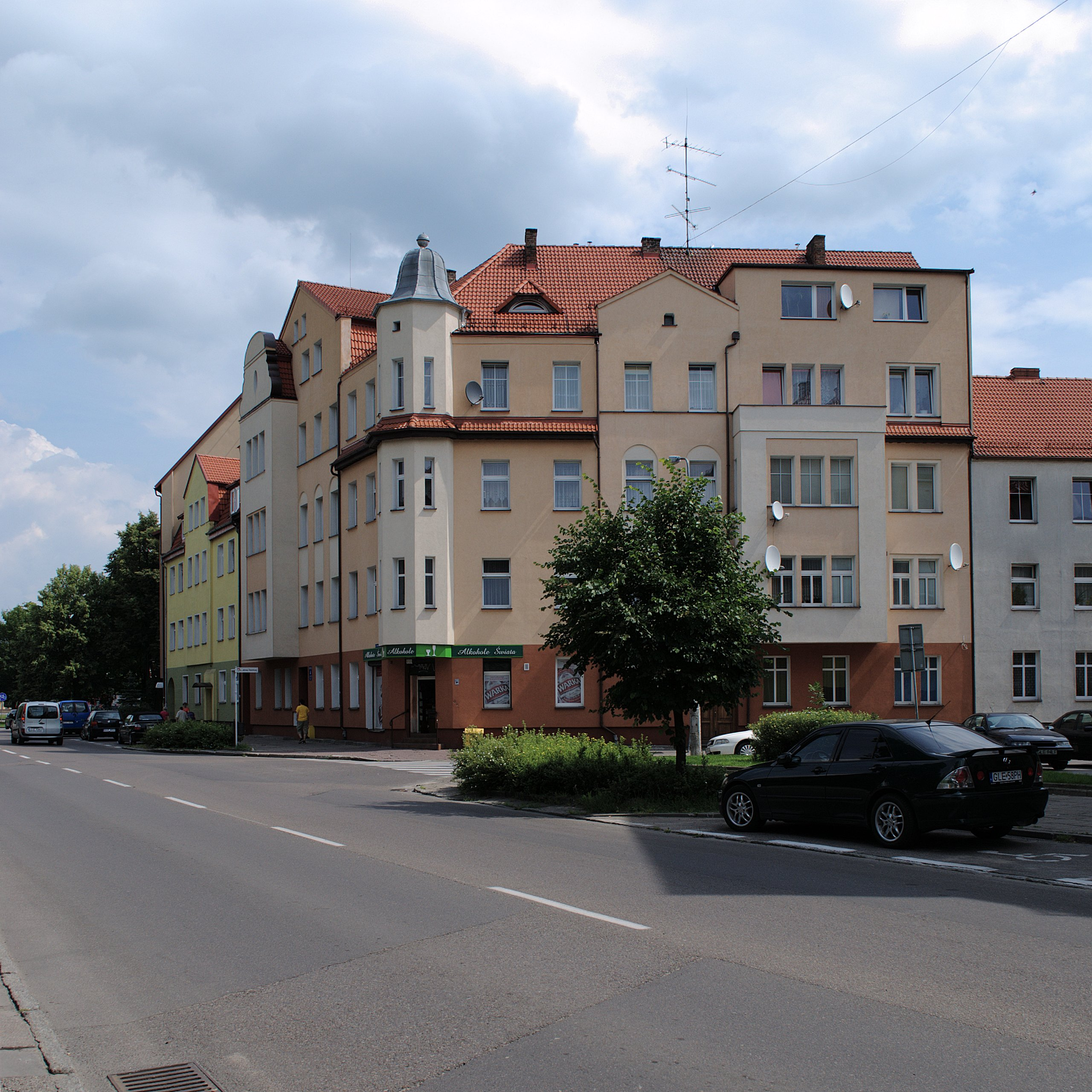
Avenida Wojska Polskiego, 4
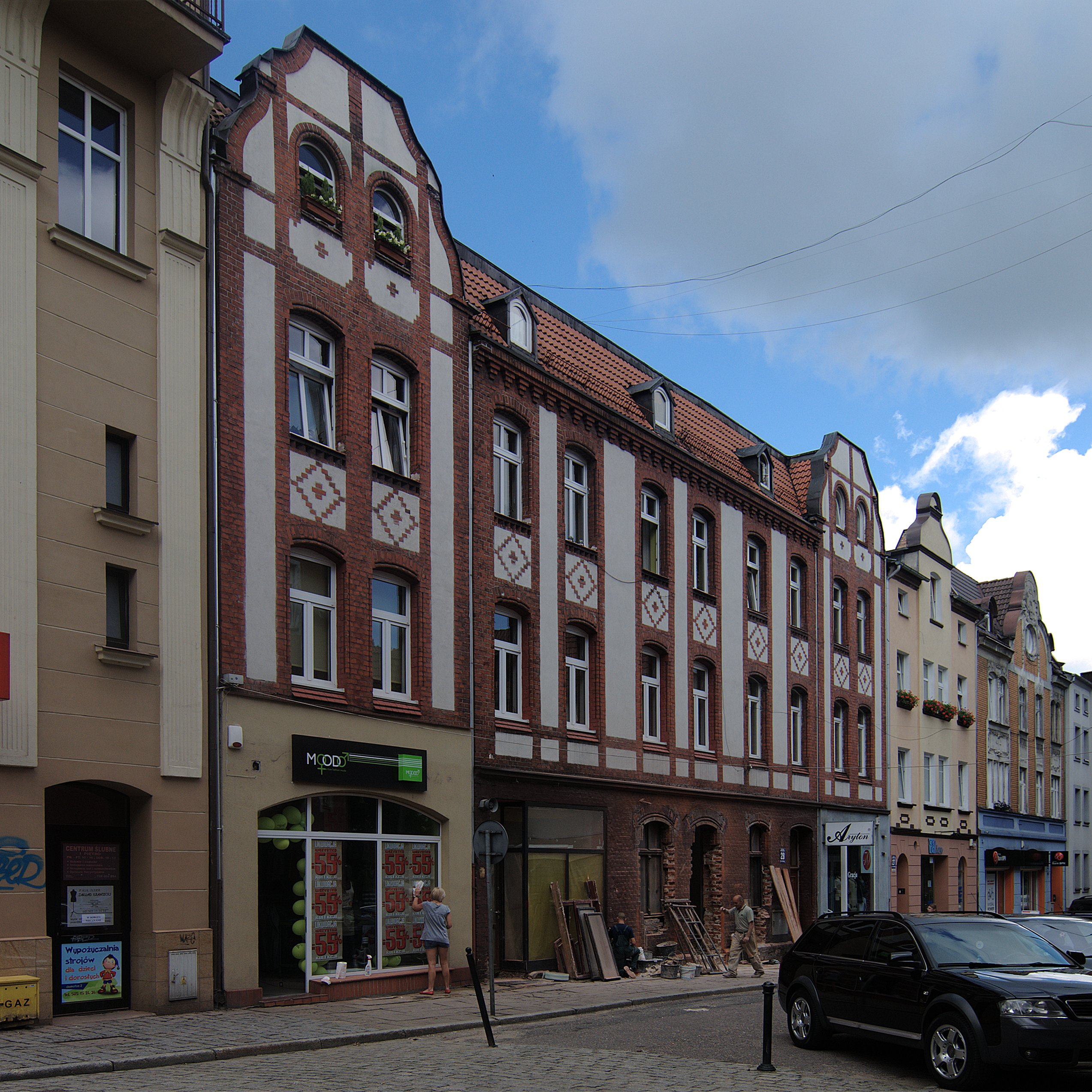
Rua Mikołaja Reja, 28
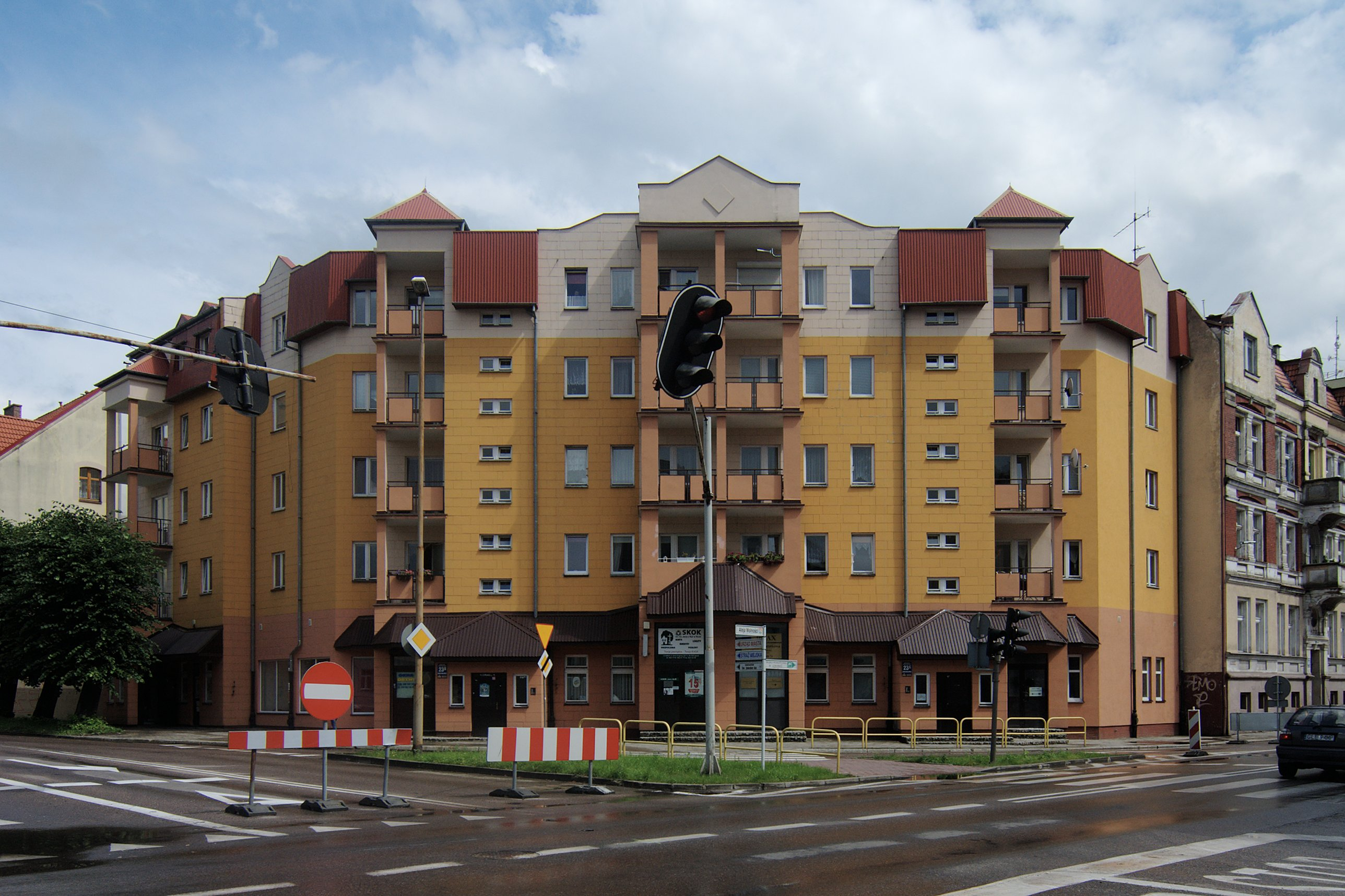
Avenida Wolności, 23

### Após 1990
Em 8 de março de 1990, após quase 40 anos, o governo autônomo foi restaurado na Polônia. As primeiras eleições para o governo autônomo desde 1950 foram realizadas em 26 de maio de 1990. No início, as autoridades municipais recém-eleitas não conseguiram lidar com suas novas funções. Durante duas semanas em 1991, Lębork ficou sem prefeito e seu vice. Esse estado de coisas terminou em 7 de outubro com a reeleição do prefeito anteriormente demitido.
Em 27 de junho de 1990, como se viu, o futuro presidente da Polônia — Lech Wałęsa — veio a Lębork. A reunião com os habitantes da cidade foi realizada como parte da campanha presidencial.
O trabalho sobre a nova reforma administrativa começou já em 1993. Lębork postulou a união da voivodia com sua capital em Gdansk, rejeitando categoricamente sua afiliação à Província da Pomerânia Central. As autoridades de outras comunas do futuro condado de Lębork tinham a mesma opinião. Em setembro de 1998, os limites do condado e da voivodia foram estabelecidos. A partir de 1 de janeiro de 1999, Lębork passou a ser uma cidade de condado na voivodia da Pomerânia, com capital em Gdansk. Em 2001, houve tentativas de alterar os limites do condado. Os conselheiros do condado queriam assumir as comunas de Łęczyce e Choczewo do condado de Wejherowo. Por fim, nenhuma alteração foi feita.
Um problema significativo para os habitantes foi a transformação política e os colapsos e liquidações relacionados de muitas empresas estatais, por exemplo, a fábrica ZWAR em Lębork, assumida pela Konzern ABB, foi liquidada. Entretanto, as autoridades municipais começaram a solicitar intensamente investidores. Em novembro de 1993, foi iniciada a construção de uma moderna fábrica para a produção de batatas fritas. O proprietário neerlandês investiu em Lębork uma quantia aproximadamente nove vezes maior do que o orçamento da cidade na época. Em 9 de junho de 1995, o embaixador neerlandês em Varsóvia compareceu à cerimônia de inauguração. Além disso, as autoridades de Lębork encontraram um investidor para a “Ceramika”, que foi adquirida pela empresa austríaca Wienerberger Ziegelindustrie AG.
As autoridades municipais tentaram organizar o Festival de Woodstock no aeroporto de Lubowidz em 1999. Devido aos protestos da oposição Ação Eleitoral Solidária (AWS), o evento não foi realizado em Lębork.
Em setembro de 2001, os prefeitos de Lębork, Lauemburgo (Alemanha), Dudelange (Luxemburgo) e Manom (França) assinaram um acordo de cooperação cultural, econômica, social e educacional.

## Monumentos históricos

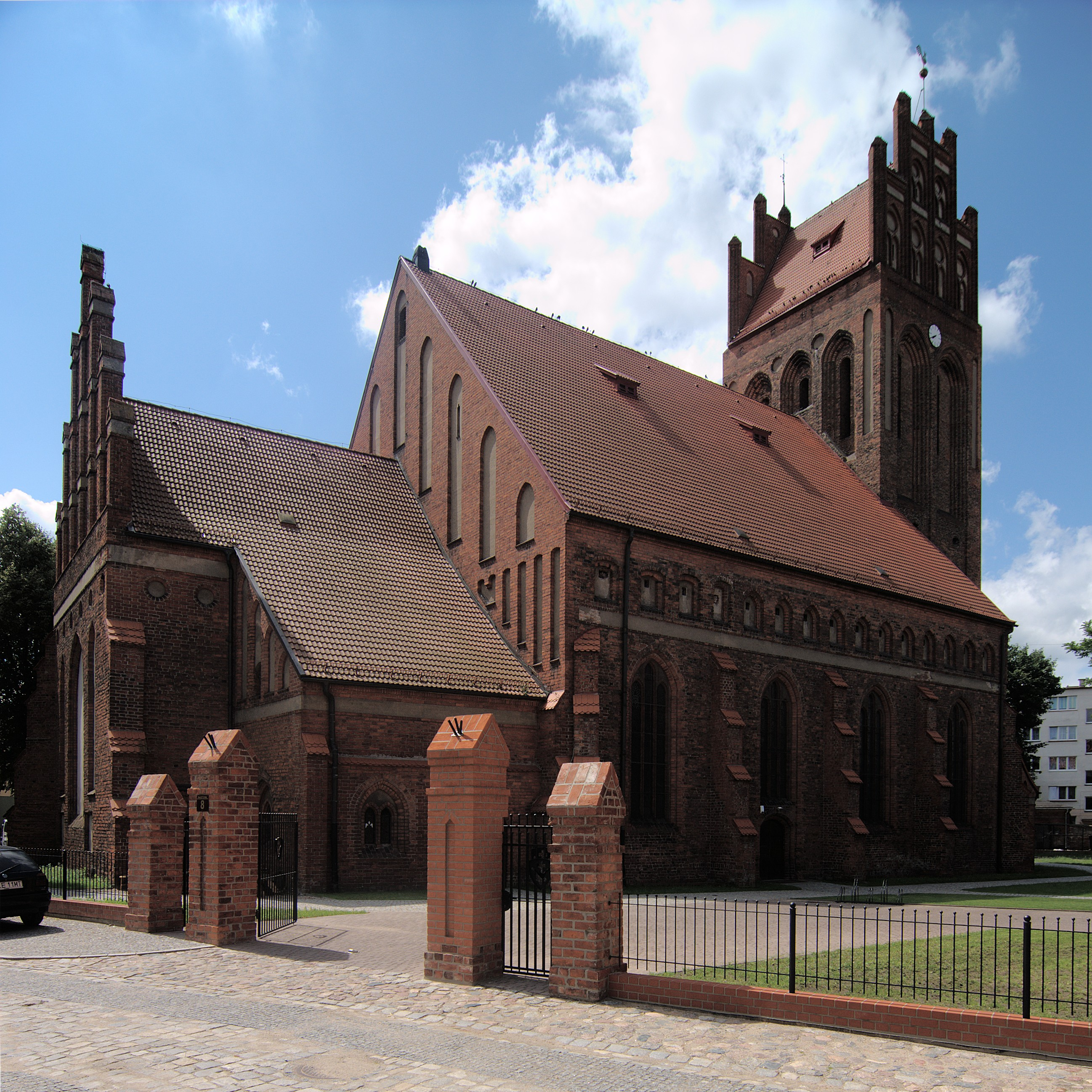
Igreja de Santiago Maior

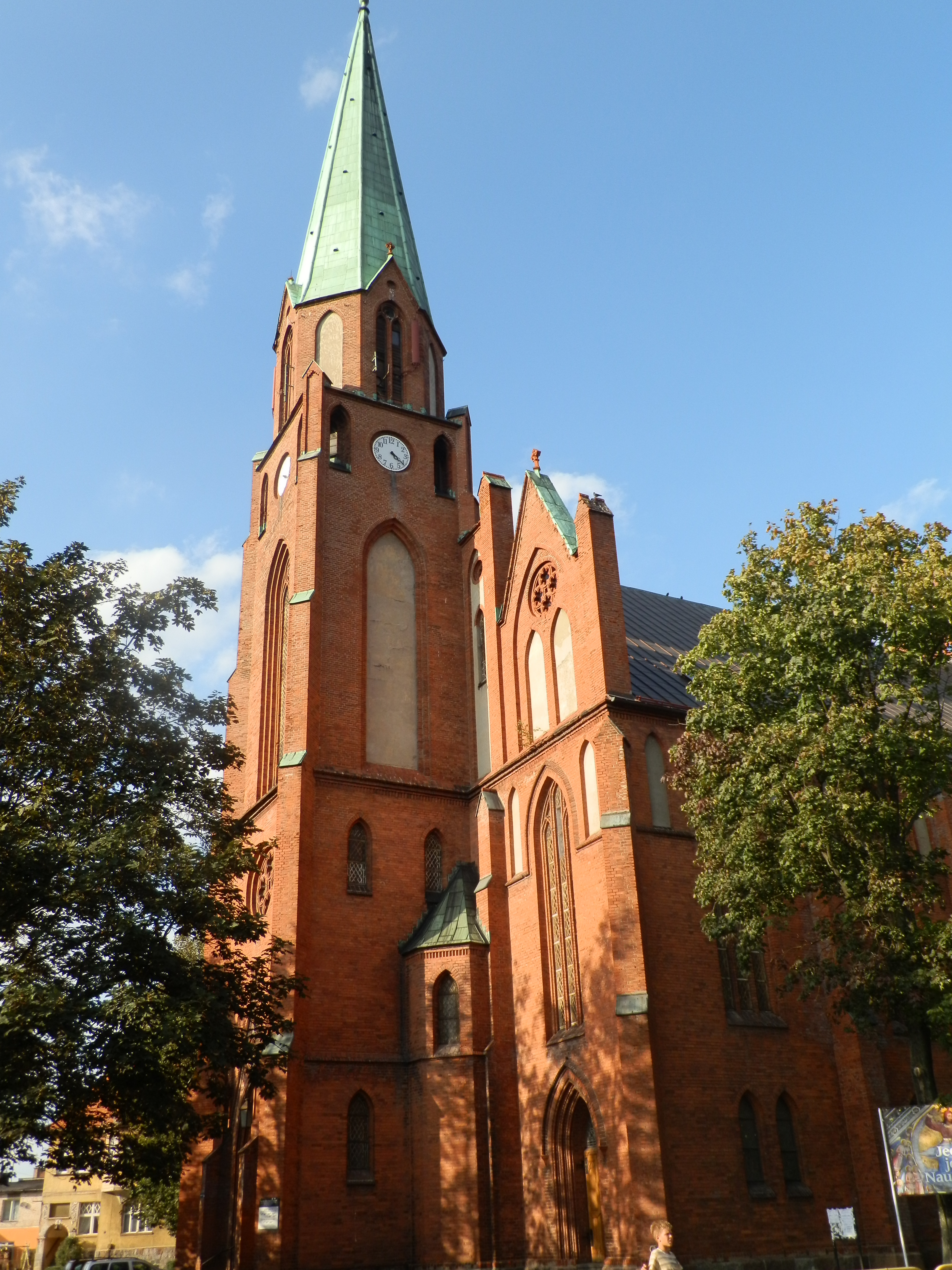
Igreja pós-evangélica da Santíssima Virgem Maria, Rainha da Polônia

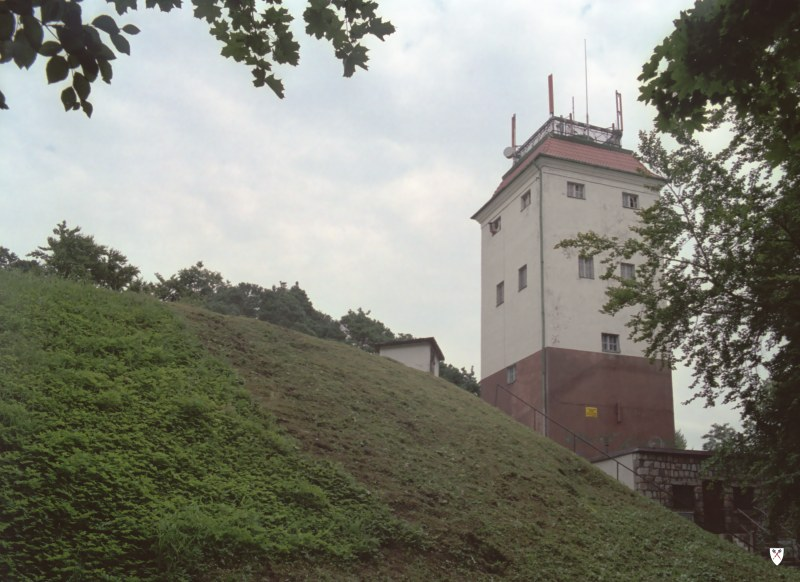
Torre de água

Embora Lębork tenha sido destruída quando o Exército Vermelho ocupou a cidade em 1945, alguns dos monumentos sobreviveram ou foram reconstruídos.
Na lista do Instituto do Patrimônio Nacional, há 16 objetos localizados na cidade:
- Área da Cidade Velha, século XIII
- Igreja paroquial de Santiago Maior, XV, XVII, 1907–1910
- Igreja evangélica, agora igreja católica da Virgem Maria, Rainha da Polônia, 1866–1870
- Capela do cemitério evangélico, 1870
- Prefeitura, 1890–1900
- Casa, século XIX
- Agência dos Correios, 1905
- Casa, 1900
- Casa, antiga clínica distrital, início do século XX
- Casa, século XIX, 1918
- Banco, 1928
- Complexo da prefeitura, 1914
- Escola, 1928
- Celeiro, século XIX
- Sobrado, 1910
- Celeiro de sal, atualmente uma congregação pentecostal, séculos XVII e XX

Há 120 edifícios listados no Registro Provincial de Monumentos Históricos, dos quais 101 são edifícios residenciais de vários tipos. Além desses, os registros incluem:
- Quatro edifícios localizados no complexo da estação ferroviária
- Três escolas (nas ruas I Armii Wojska Polskiego, Marcinkowskiego e Kossaka)
- Dois prédios de hospitais
- Torre de água
- Complexo de quartéis
- Sinagoga
- Fábrica de tijolos
- Moinho de linho
- Balneário municipal
- Casa de assistência social
- Cervejaria
- Casa paroquial

## Economia

### Agricultura, silvicultura e pesca
Os arredores da cidade são principalmente terras agrícolas, com predominância do cultivo de cereais e batatas. Na própria cidade, embora as terras agrícolas ocupem 31% da área da cidade, elas são uma parte marginal da economia. As florestas e bosques ocupam 19% da área. As culturas na cidade não diferem significativamente das do condado de Lębork.

### Indústria, construção civil e mineração

#### Indústria
Após a Segunda Guerra Mundial, a indústria alimentícia relacionada à agricultura e a indústria madeireira se desenvolveram principalmente em Lębork. Outras indústrias, consistindo principalmente em pequenas fábricas e manufaturas, começaram a surgir na década de 1950. A Madeireira Lębork produzia principalmente barris, mas também mobiliário.
No início da década de 1970, houve um intenso desenvolvimento da indústria em Lębork e mudanças na estrutura industrial. Além disso, um setor de serviços relacionado à indústria se desenvolveu na cidade. A indústria pesada e a indústria de materiais de construção se desenvolveram, especialmente a produção de tijolos. Em meados da década de 1970, uma filial da ZWAR, que produzia aparelhos de alta tensão, foi inaugurada na cidade e exportou grande parte de sua produção. Uma sucessora que produz esses equipamentos é a ZWAE.
Uma filial da fábrica de calçados Alka, sediada em Słupsk, começou a produzir calçados em Lębork, bem como balanças e maquinário agrícola simples.
Outras mudanças na estrutura industrial ocorreram na década de 1990, quando a transição de uma economia planificada para uma economia de livre mercado causou o colapso de algumas empresas. Por outro lado, a Profarm foi inaugurada em 1990, produzindo medicamentos, e uma fábrica de batatas fritas foi instalada entre 1993 e 1995. Logo a Farm Frites se tornou a maior empregadora da cidade.
Na virada dos séculos XX e XXI, ocorreu a maior crise no setor industrial de Lębork. Devido à liquidação da ZWAR, que foi adquirida pela ABB, o desemprego na cidade ultrapassou 30%.

#### Construção civil

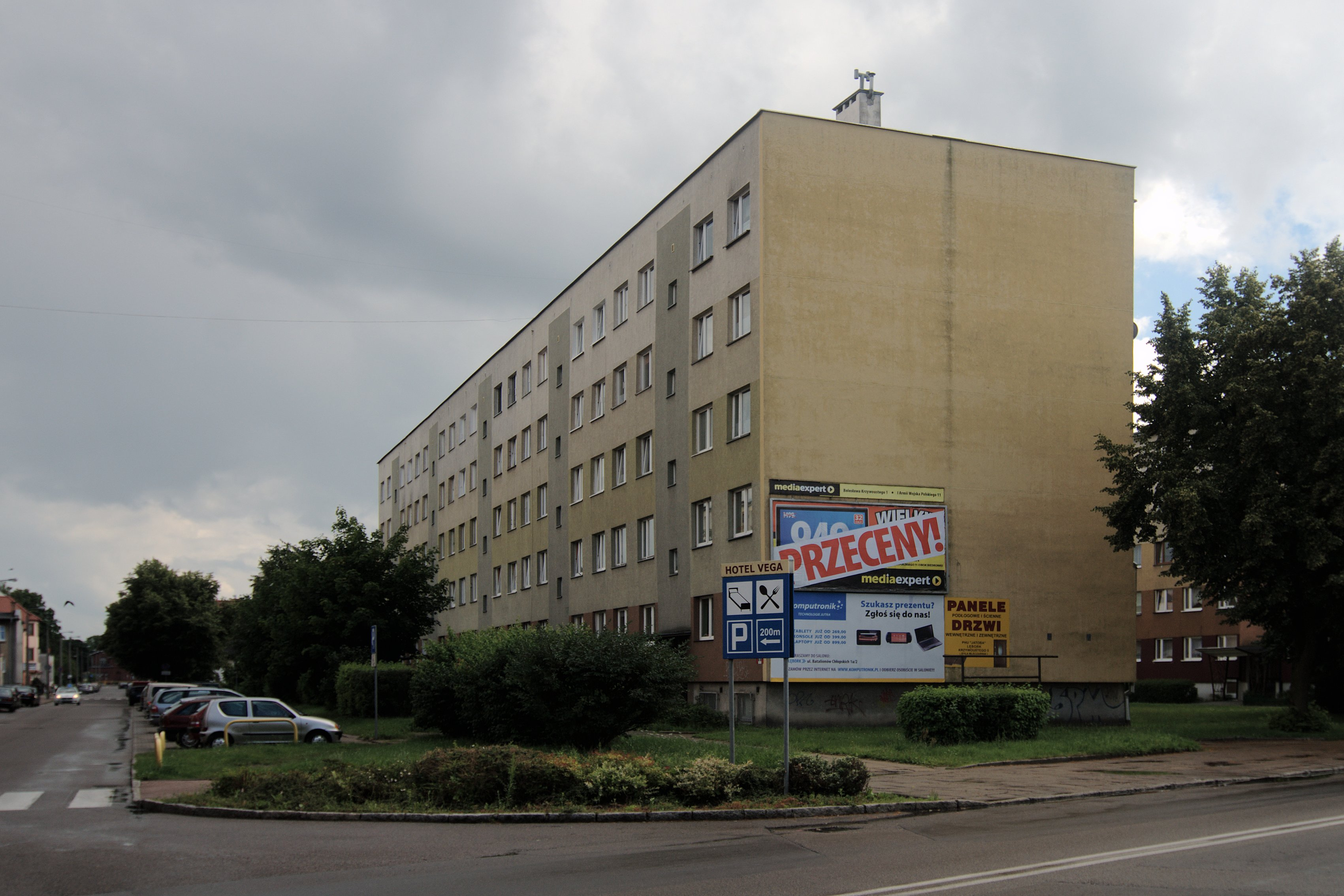
Blocos de apartamentos pré-fabricados em Lębork

Após a Segunda Guerra Mundial, a reconstrução era uma prioridade. A construção de novos edifícios começou em 1958 O primeiro bloco de 20 apartamentos foi concluído no final de dezembro de 1964. Na década de 1960, devido à superlotação das moradias, decidiu-se intensificar a construção de novas moradias. As escrituras comunitárias foram um estímulo bastante importante para a construção de instalações públicas, que, no entanto, limitavam-se principalmente a trabalhos de limpeza e acabamento simples.
Na década de 1970, a entrega de novas moradias resultou na remoção das moradias em piores condições.
Em 1979, foi criada uma fábrica de edifícios pré-fabricados, mas isso não melhorou significativamente o mercado imobiliário.
A mudança no sistema econômico significou que a cidade ficou livre da necessidade de construir apartamentos. Seu lugar foi ocupado por incorporadoras privadas e pela Lęborskie Towarzystwo Budownictwa Społecznego, criada em 1996.

#### Mineração
As minas de matérias-primas minerais, principalmente areias e cascalhos, estão localizadas na cidade. Essas matérias-primas são usadas na indústria local de materiais de construção e no setor de construção. Dois depósitos foram declarados esgotados, resultando no término de sua exploração na primeira década do século XXI.

### Serviços

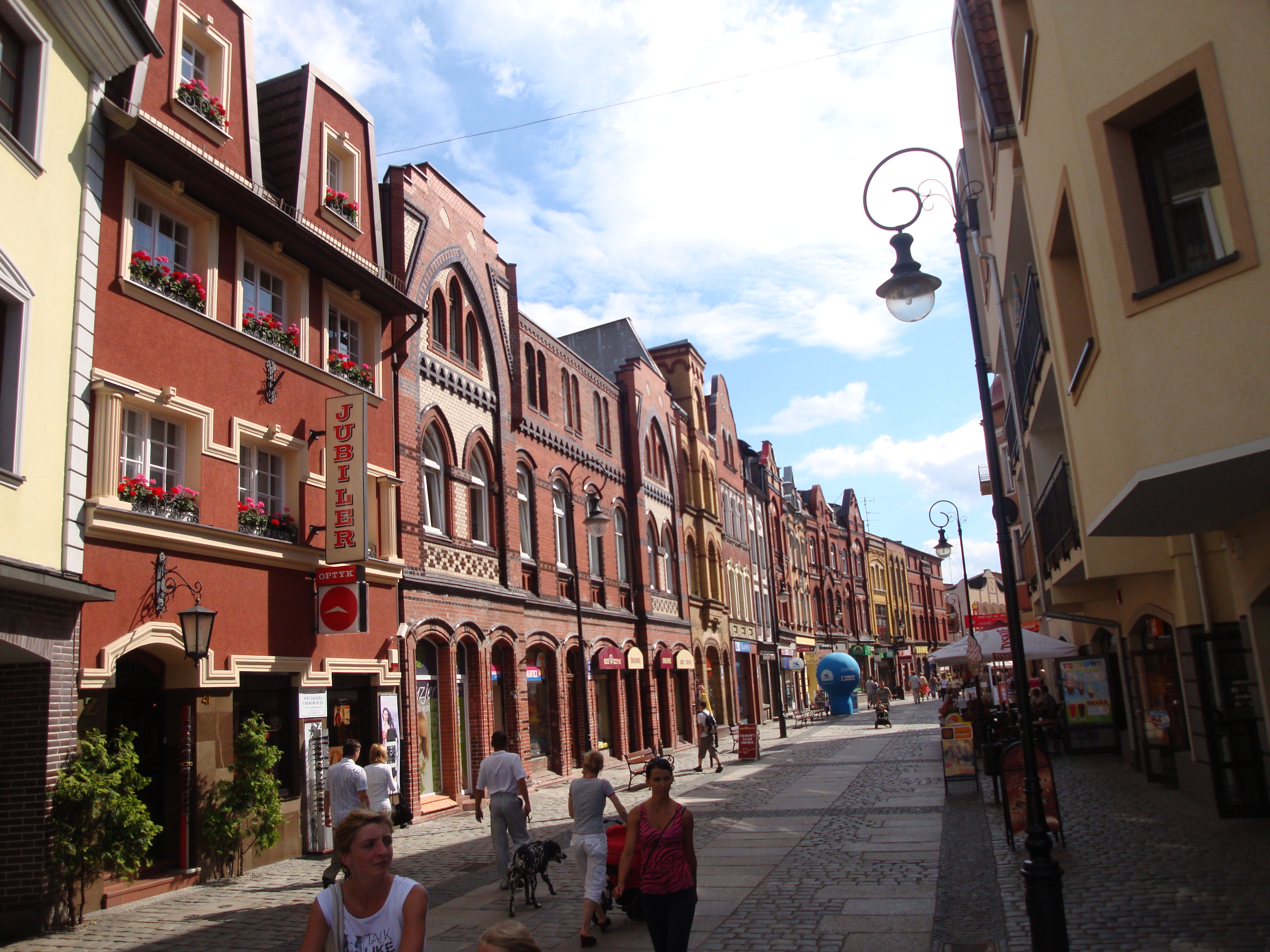
Deptak z punktami handlowymi w centrum Lęborka

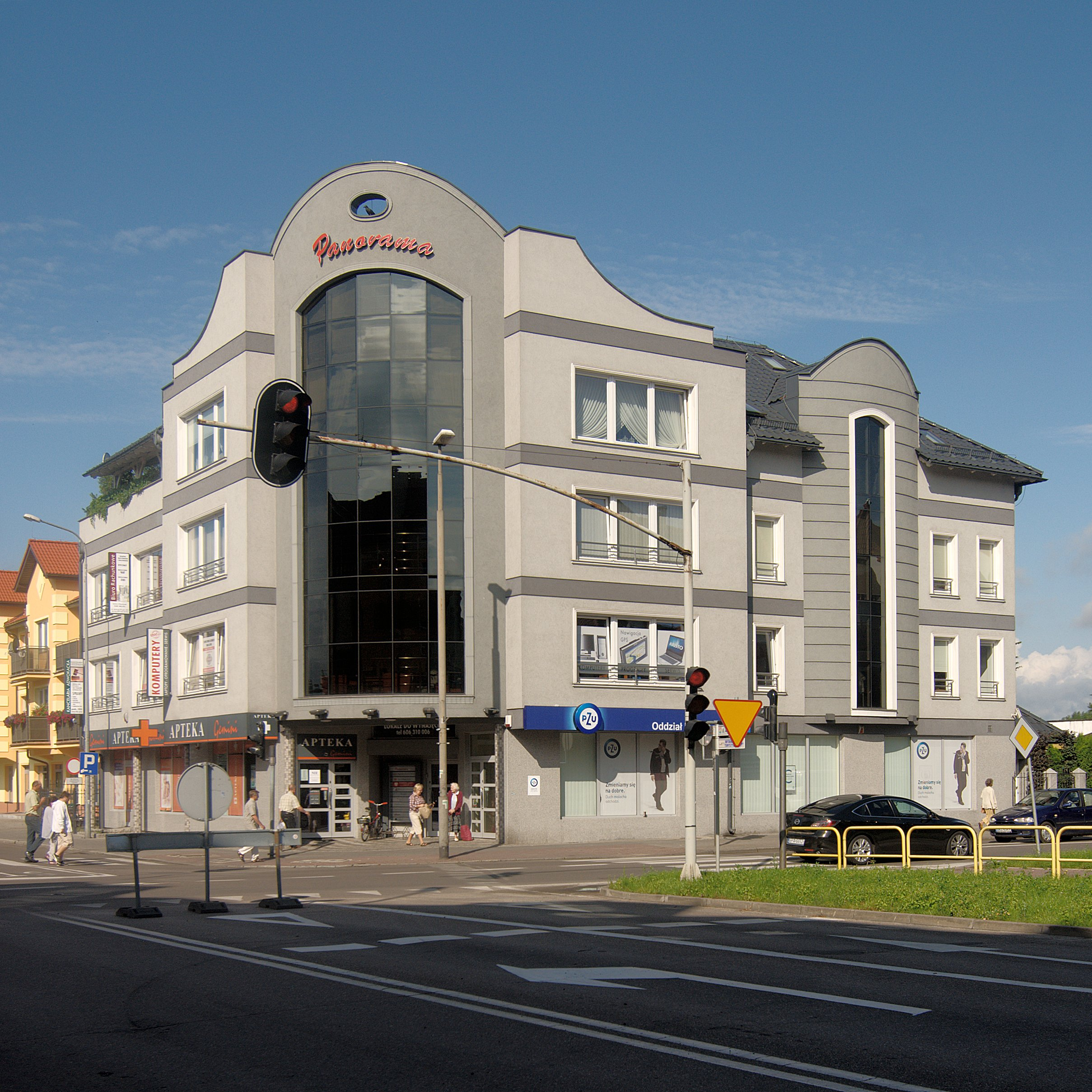
Biurowiec Panorama

Imediatamente após a Segunda Guerra Mundial, o comércio estava parcialmente em mãos privadas. Além disso, um mercado clandestino estava se desenvolvendo. Em 1950, os últimos estabelecimentos privados foram nacionalizados. As exceções eram os pequenos estabelecimentos de serviços que eram negócios de um homem só, por exemplo, sapateiros, relojoeiros e mecânicos de veículos. Ao mesmo tempo, a concorrência das cooperativas e do Estado aumentou para eles.
A televisão se desenvolveu rapidamente na década de 1960 e foi claramente recebida na cidade depois que a torre de transmissão foi colocada em funcionamento em Chwaszczyno. Ao mesmo tempo, as telecomunicações se desenvolveram rapidamente. Em 1968, foi introduzida uma conexão automática da Tricidade para Lębork.
Nas décadas de 1960 e 1970, lojas de grande formato começaram a aparecer em Lębork. Em 1966, havia 103 lojas, 3 farmácias e vários quiosques na cidade. A alternativa às lojas era o mercado, onde vendiam principalmente os agricultores locais. Em 1967, eletrodomésticos e eletrônicos de consumo também começaram a ser comercializados no mercado. Um grande estabelecimento de serviços multissetorial era o MPGK, que oferecia, entre outras coisas, reparos, reformas e serviços de lavanderia. No final da década de 1960 e início da década de 1970, havia 184 estabelecimentos de serviços (não incluindo os comerciais) na cidade, 139 dos quais eram privados. Durante esse período, o serviço de refeições estava crescendo, principalmente devido ao tráfego de turistas.
Em 1973, foi fundada a loja de departamentos Jantar.
Em 1978, a central telefônica em Lębork foi substituída por uma automática. Embora a central conectasse apenas as chamadas telefônicas locais e as chamadas de longa distância ainda tivessem de ser solicitadas, o número de assinantes cresceu rapidamente.
Um grande problema no funcionamento do comércio entre as décadas de 1940 e 1980 foi a escassez crônica de mercadorias, mesmo aquelas produzidas em Lębork ou nos arredores.
A situação dos serviços mudou radicalmente na década de 1990. Em 1991, havia 989 pontos de venda de serviços registrados na cidade, que operavam em vários setores. Naquela época, foi possível comprar carros em Lębork pela primeira vez. Houve um rápido desenvolvimento das telecomunicações. Em 1993, a televisão a cabo começou a operar em Lębork. Em 1997, o primeiro transmissor móvel foi instalado, o que causou uma revolução nesse setor de serviços. Embora muitas empresas tenham falido, novas empresas foram rapidamente criadas em seu lugar.
Na década de 1990, a loja de departamentos “Kupiec”, bem como hipermercados internacionais, foram construídos no local do Centro Comunitário do Distrito. O mercado de serviços de alimentação também mudou durante esse período, com o declínio de estabelecimentos anteriormente grandes e a criação de novos estabelecimentos, muito menores, em seu lugar.

## Transportes

### Transporte rodoviário
Lębork fica no cruzamento da estrada nacional n.º 6 (a planejada S6) e da estrada provincial n.º 214. Estradas secundárias também levam a Linia e Choczewo.

#### Empresa de transporte público
Em 1974, foi lançado o transporte público na cidade. Foram lançadas duas linhas, que eram servidas por 8 ônibus. Em fevereiro de 1975, uma terceira linha foi lançada. No final de 1975, a Companhia de Transporte da Cidade de Lębork tinha 13 ônibus. Em 1976, foram lançadas as linhas para Czarnówek e Lubowidz, bem como a linha n.º 5.
Em 1980, foi iniciada a substituição dos obsoletos ônibus San por ônibus Autosan H9-35 e, em 1983, começaram a ser introduzidos os ônibus Jelcz M11. Naquela época, o transporte público em Lębork servia 8 linhas.
Na década de 1990, começou a liquidação gradual dos percursos. Linhas não lucrativas também foram fechadas. Em novembro de 1999, a cidade lançou uma licitação para a operação da linha n.º 6 e, em agosto de 2002, para as linhas n.º 2 e n.º 3. Naquela época, a ZKM Lębork foi transformada de uma empresa orçamentária em uma empresa de responsabilidade limitada.
O final da primeira década do século XXI viu um renascimento do transporte público de Lębork. Em 2009, a ZKM Lębork começou a operar o primeiro ônibus de piso baixo Irisbus Crossway Low Entry, fabricado em Słupsk. A ZKM Lębork recuperou todas as linhas da cidade. Uma linha sazonal adicional n.º 7 também foi criada.
Em 2012, a ZKM Lębork tinha 11 ônibus, todos de piso baixo e atendia a 6 linhas.

#### Transporte de longa distância
O transporte de longa distância é fornecido pela PKS e por empresas privadas que utilizam micro-ônibus.

### Transporte ferroviário

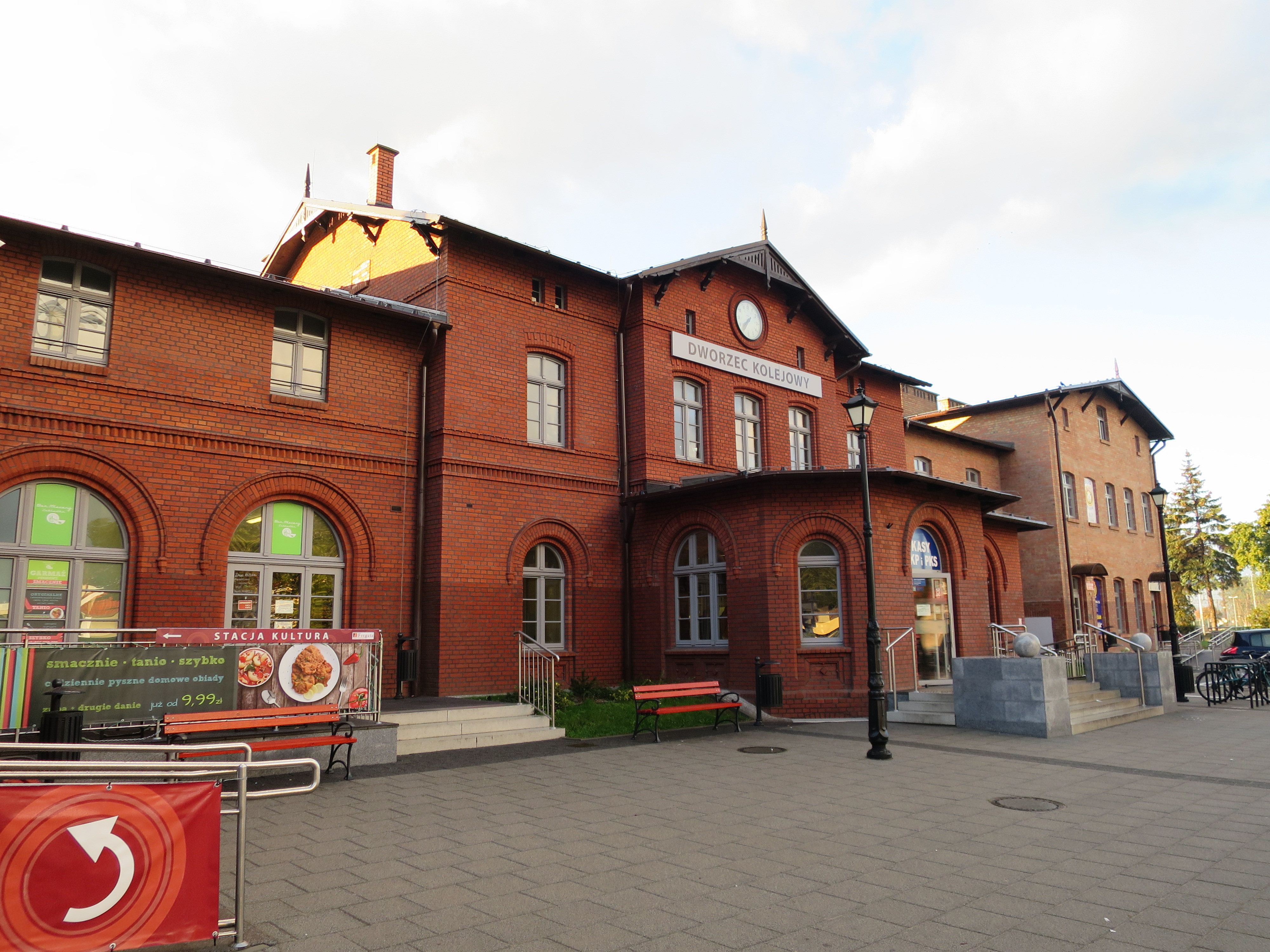
Estação ferroviária de Lębork

As seguintes ferrovias passam por Lębork:
- 202 Gdańsk Główny — Stargard
- 229 Pruszcz Gdański — Łeba
- 237 Lębork — Bytów

Lębork tem uma estação de entroncamento Lębork e duas paradas de passageiros: na linha 202 a parada Lębork Mosty, construída em 2015, e na linha 229 a parada Lębork Nowy Świat, usada no verão. Além disso, há uma estação Lębork Drętowo desativada na linha 237 na parte sul da cidade.

### Transporte aéreo
Em 2012, o heliponto sanitário na rua Wegrzynowicza foi oficialmente inaugurado.

## Educação

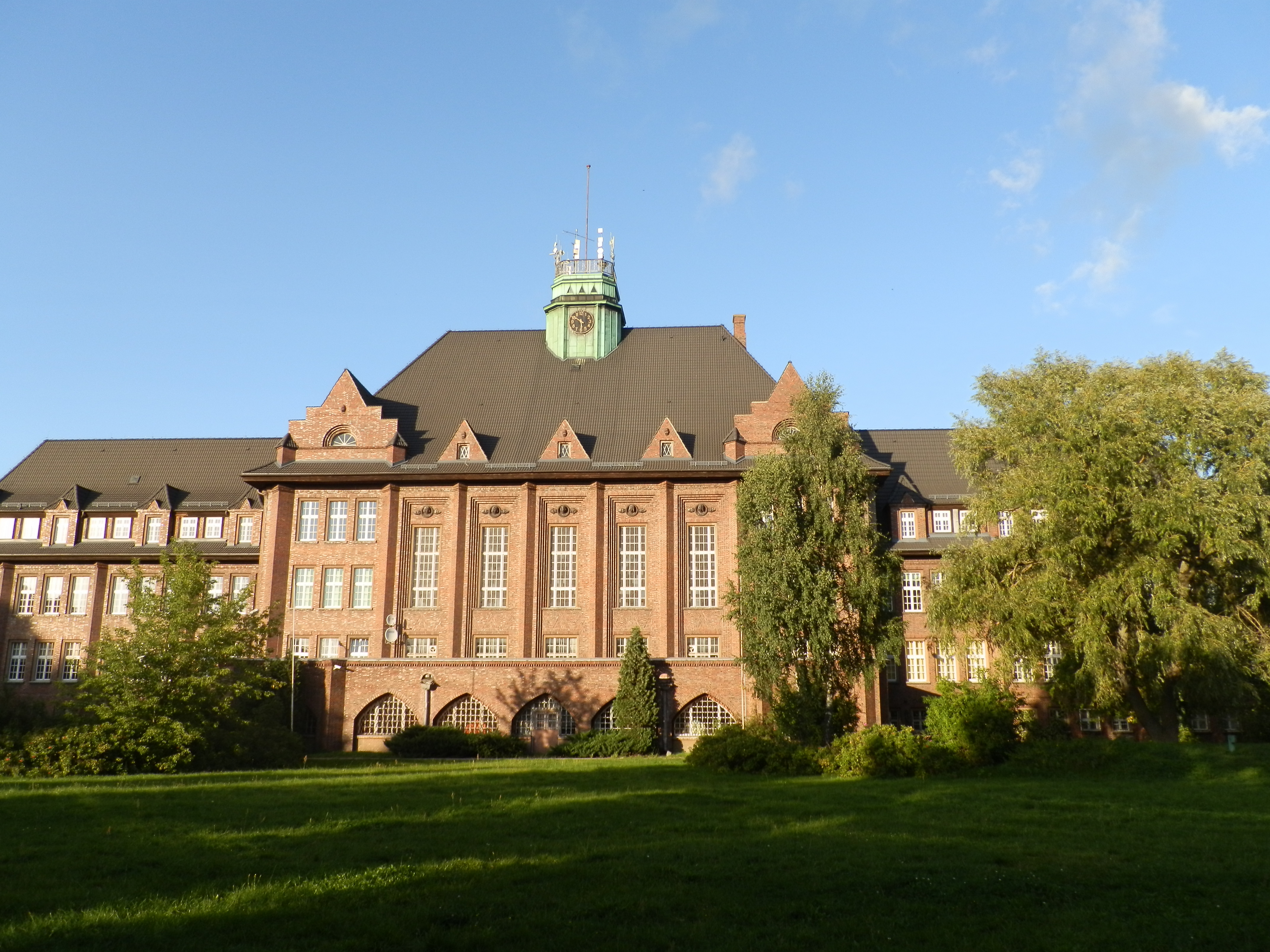
Prédio da Escola de Ensino Médio n.º 1 em Lębork

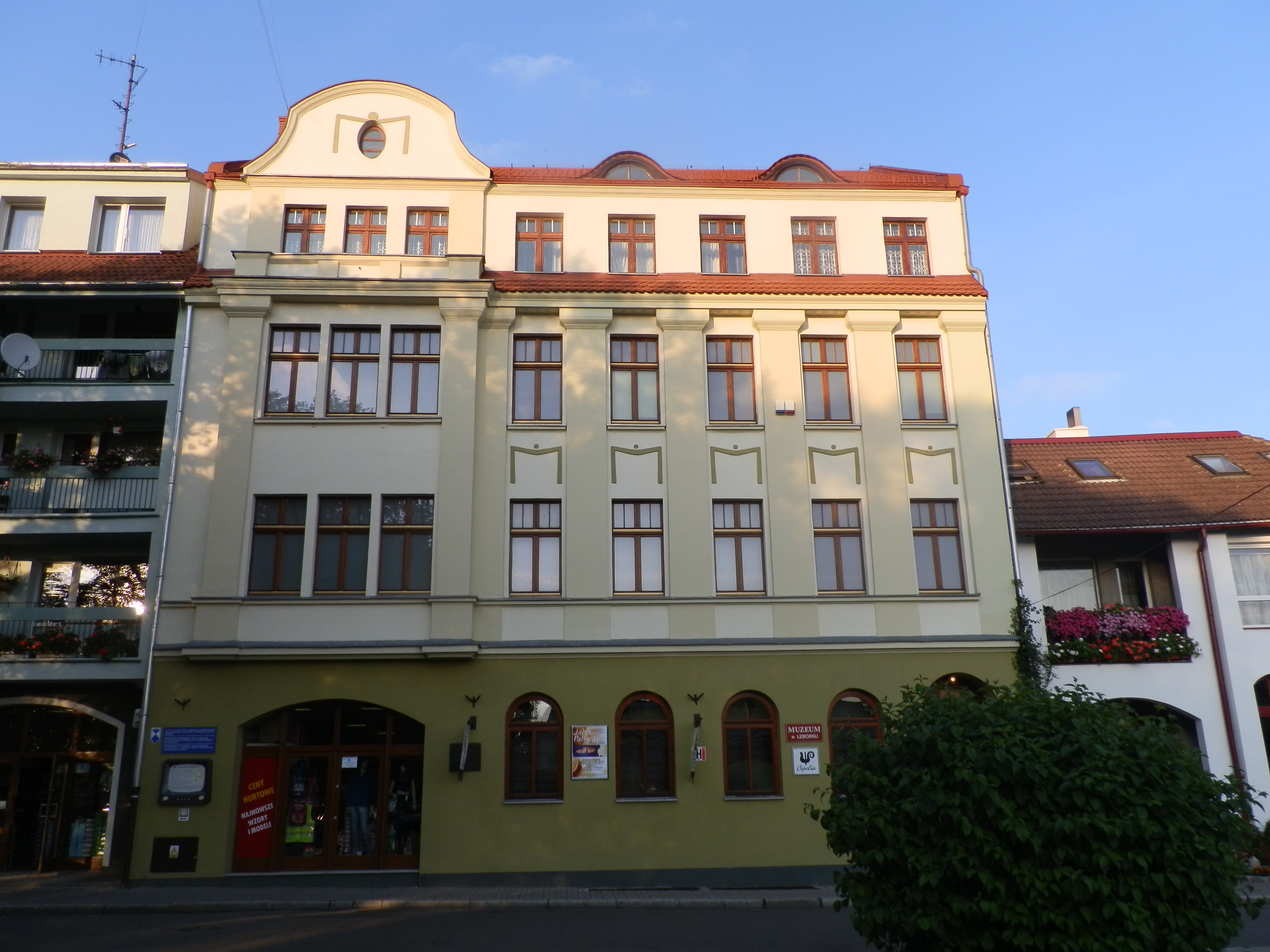
Museu em Lębork

Em Lębork funcionam:
- 16 jardins de infância,
- 6 escolas primárias,
- 25 escolas secundárias.

## Cultura
- Conjunto de canto e dança da região de Lębork

Eventos:
- Rally Histórico-Militar Internacional (maio)
- Boas-vindas de verão em Lębork (maio)
- Dia de Maio de Lębork (maio)
- Feira de Santiago Maior (julho)
- Torneio dos Cavaleiros (julho)
- Lębork Despedida do verão (agosto)
- Semana da Cultura Cristã de Lębork (outubro)
- Concurso Literário Nacional Mieczysław Stryjewski (desde 1985; gala final em novembro)

## Esporte e lazer

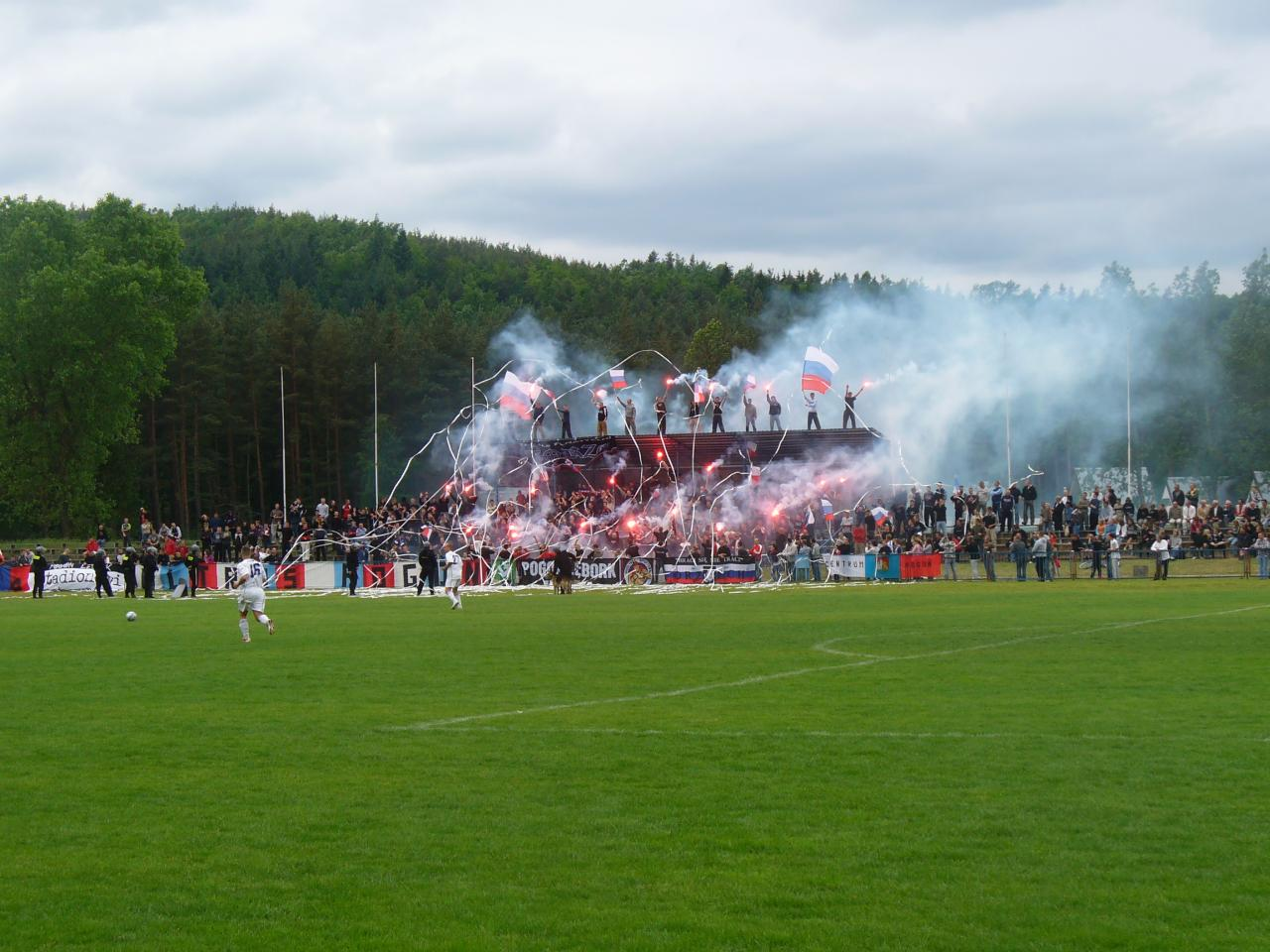
Torcedores do Pogoń Lębork durante a partida

### Instalações esportivas e de lazer
- Piscina Municipal “Rafa”, rua Olimpijczyków, 31
- Quadras de tênis CSiR, rua 8 Maja, 1
- Estádio Municipal, rua Kusocińskiego, 56
- Lago Lubowidz
- Parque de skate, rua 8 Maja, 1
- Quadra de vôlei (praia), rua 8 Maja, 1
- Ginásio Municipal, rua Piotra Skargi, 52
- Campo de futebol municipal, rua Piotra Skargi, 52
- Parque infantil municipal, rua Plac Piastowski, 11

### Clubes
- Pogoń Lębork (futebol, basquetebol, tênis de mesa)
- Clube Esportivo dos Alunos “Trójka” (futebol)
- Miejski Uczniowski Klub Sportowy “Ratusz Lębork” (futebol)
- UKS Jedynka Solex Lębork (natação)
- Clube de corrida de Lębork “Irmãos Petk” (corrida)
- Ludowy Uczniowski Klub Sportowy “Olimp” (tênis de mesa)
- UKS Jedynka Lębork (vela)
- Lęborskie Stowarzyszenie Sympatyków Sportu Team Lębork  (atletismo, futsal)
- Associação dos Amigos do Vôlei de Lębork (voleibol)
- Clube de Caratê Shotokan (caratê)
- Escola do Dragão Negro “Hei Long Shu Kung Fu” (kung fu)
- Clube esportivo LOK “Lider-Amicus” (tiro)[178]
- Clube de caratê Goju-Ryu de Okinawa (caratê)
- Associação Esportiva de Lębork (triatlo, ciclismo de estrada, corrida)
- LUKS OLIMP Gimnazjum n.º 2 (futebol)
- Olimp 2 Gimnazjum (futebol)
- Ratusz Lębork (futebol)
- Clube de dança esportiva de Lębork “Orange”

### Eventos esportivos
- Maratona Ecológica Internacional Tomasz Hopfer (junho)
- Concurso de saltos em toda a Polônia (julho)
- Corrida de Santiago Maior (julho)

## Comunidades religiosas
- Igreja Adventista do Sétimo Dia

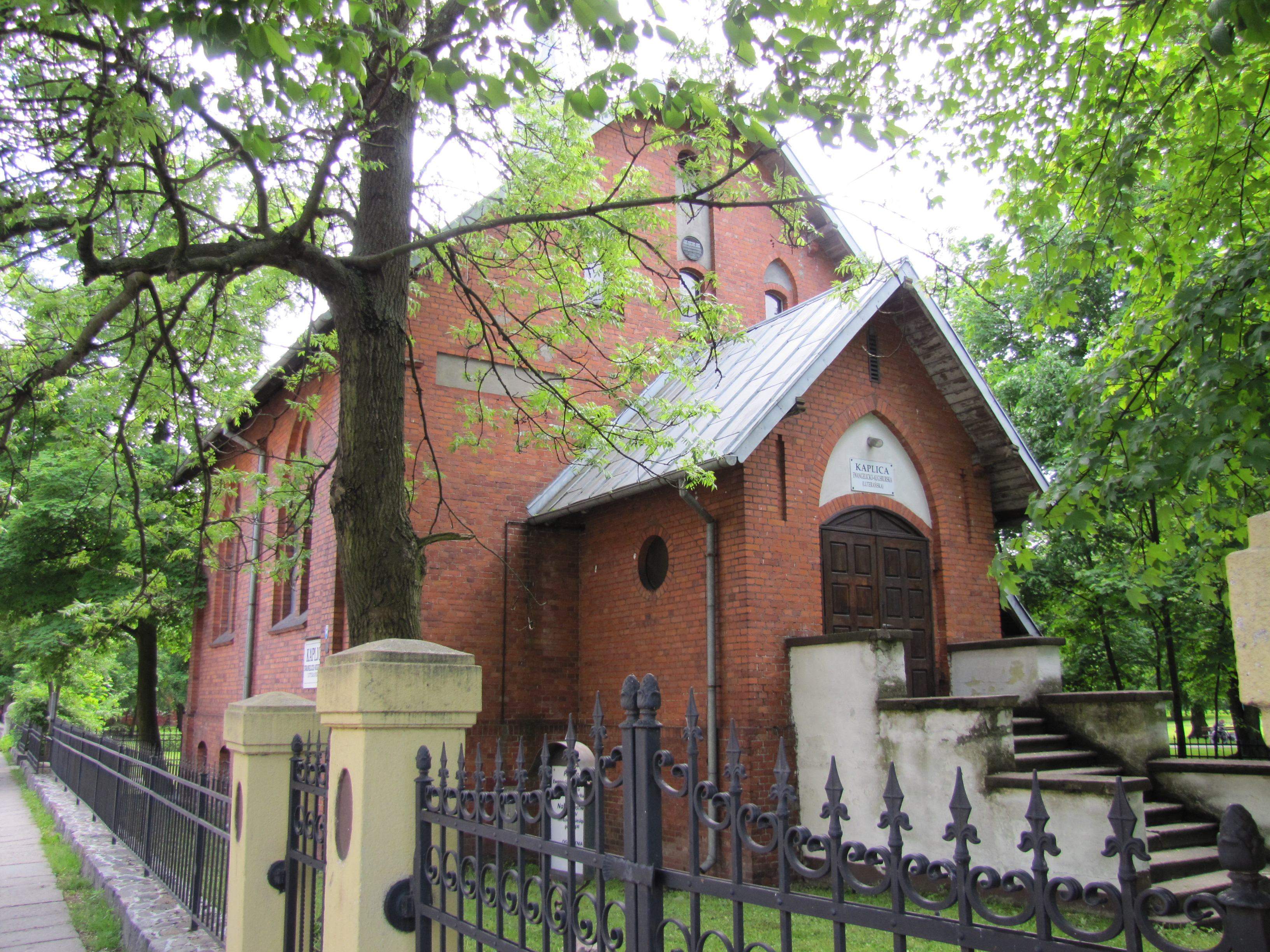
Capela do cemitério evangélico de Augsburgo

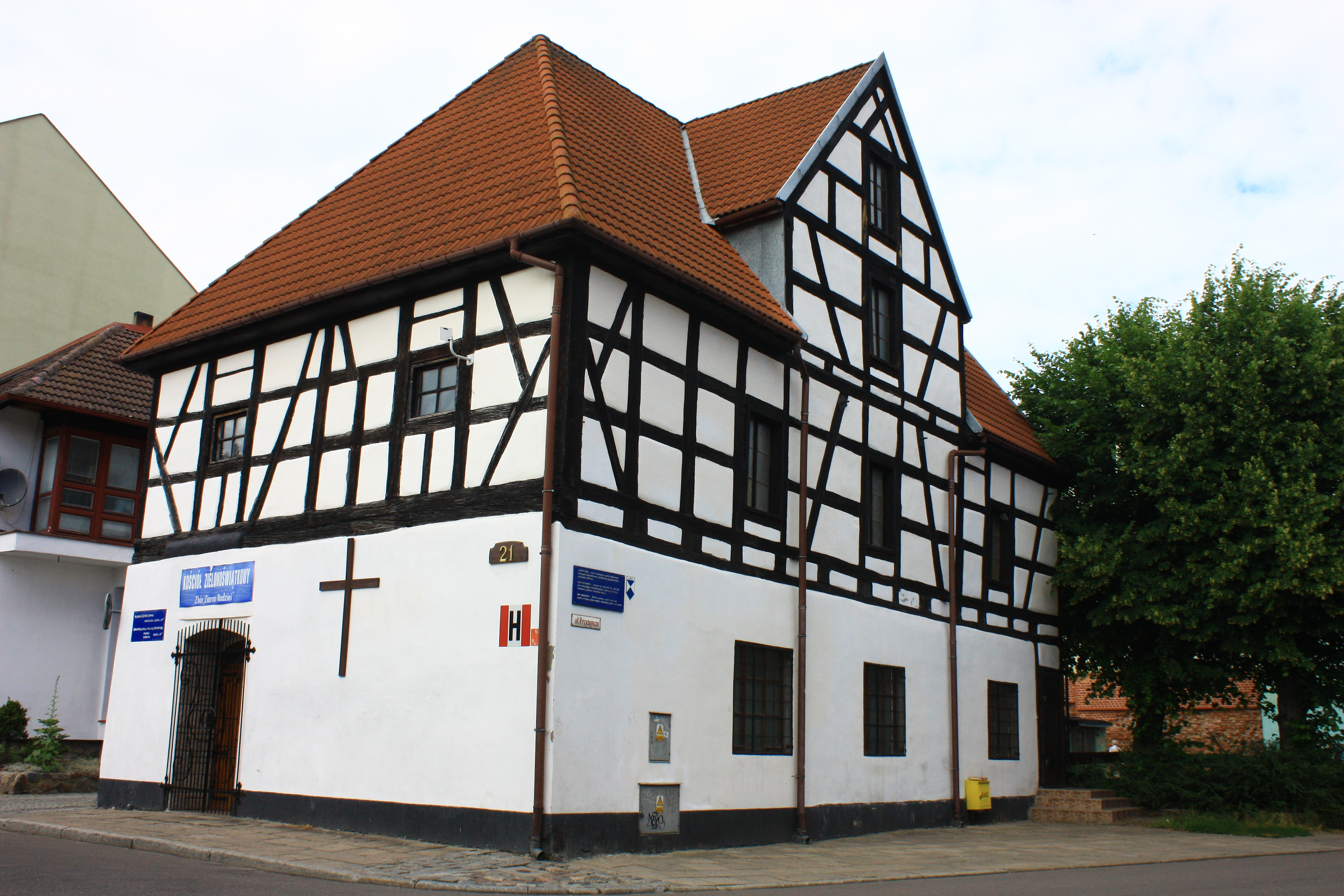
Igreja pentecostal

- Igreja Evangélica de Augsburgo
  - Igreja Evangélica de Augsburgo da Santa Cruz em Słupsk, filial de Lębork[179]
- Igreja Greco-Católica
  - Paróquia greco-católica da Dormição da Santa Virgem Maria[180]
- Igreja Católica de Rito Latino
  - Paróquia da Bem-Aventurada Virgem Maria, Rainha da Polônia[181]
  - Paróquia de São Maximiliano Maria Kolbe[182]
  - Paróquia de Santiago Maior[183]
  - Paróquia do Sagrado Coração de Jesus[184]
  - Paróquia de Santa Edviges da Silésia[185]
  - Paróquia da Divina Misericórdia[186]
- Igreja Pentecostal
  - Igreja “Ziarno Nadziei”[187]
- Testemunhas de Jeová
  - Duas igrejas: Lębork-Sul (incluindo um grupo de língua russa) e Lębork-Norte, Salão do Reino na rua Gierymskiego, 6